# 敦賀駅
敦賀駅（つるがえき）は、福井県敦賀市にある、西日本旅客鉄道（JR西日本）・日本貨物鉄道（JR貨物）・ハピラインふくいの駅。

## 概要
2024年3月16日に北陸新幹線の敦賀駅延伸開業以降は、当駅は暫定的に北陸新幹線の終着駅であり、北陸地方から京阪神や北近畿、東海地方への発着駅となるなど、北陸地方の玄関口を担う駅である。4路線（北陸新幹線、北陸本線、小浜線、ハピラインふくい線）の旅客列車では全列車のターミナル駅となるため、同日時点の定期特急列車の発着本数は新幹線（かがやき、はくたか、つるぎ）81本、在来線（サンダーバード、しらさぎ）80本の計161本にのぼる。一方で特急以外の在来線定期旅客列車（新快速、快速、普通列車）の発着は135本である。この他、JR貨物の貨物列車の通過と運転停車が70本前後ある。
JR西日本金沢支社が管理する直営駅で、ハピラインふくいと共同使用する。事務管コードは▲541413を使用している。駅全体をJR西日本が管理し、ハピラインふくいはまちなみ口（西口）駅舎内に営業窓口を、ほか構内に乗務員並びに技術社員の待機室・仮泊室を設置する形で入居している。共同使用となる際にJR西日本は駅長室をまちなみ口（西口）からやまなみ口（東口）へ移転したため、両社の住居表示が異なっている。
まちなみ口（西口）には「都恕我阿羅其等像」（都怒我阿羅斯等の銅像）、敦賀駅前商店街には『宇宙戦艦ヤマト』ならびに『銀河鉄道999』の銅像（敦賀港開港100周年を記念して設置）がそれぞれ設置されている（敦賀駅前商店街#シンボルロードも参照）。
ハピラインふくい線の当駅の次の南今庄駅とは北陸トンネルを挟んで16.6 km離れており、JR西日本北陸本線であった当時は、JR西日本の在来線で最も駅間距離が長い区間であった。なお、2024年3月16日の同区間のハピラインふくいへの経営移管後は、JR西日本の在来線では山陽本線の上郡駅 - 三石駅間（12.8 km）が最長となった。
北陸本線有数の難所である柳ヶ瀬越え・杉津越えに南北を挟まれた駅で、かつてはその歴史的背景から機関区などが所在したため広大な敷地を有する。駅構内の北東側には貨物駅と自動車（国鉄バス）区があり、東側には敦賀第一機関区と客貨車区があり、峠越えに備えた重装備のD51形蒸気機関車が多数配置され、機関車の交換や地域輸送列車の仕立てが多数行われていた。交流電化時には駅南側に敦賀第二交流機関区が設けられた。さらに駅南西側5万 m2には、国鉄敦賀総合庁舎や各種機関の敦賀支所、職員住宅などが置かれていた。
1960年代に入り近代化が行われ、「鳩原ループ線」・深坂トンネル・北陸トンネル建設による新線切り換え・複線化と交流電化が行われ輸送力の強化が図られた。現在は長距離列車は交直流電車を使用する優等列車へ置き換えられ、2015年3月13日の大阪行き臨時寝台特急列車「トワイライトエクスプレス」を最後に長時間停車する列車はなくなった。さらに、国鉄時代には特急列車も含めて当駅には全列車が停車していたが、民営化後は大阪・京都方面から福井・金沢・富山方面へ特急列車の増発や速達性を優先する関係で当駅を通過する特急列車が僅かながら設定されていた。
その後、電車化や貨物列車の削減および国鉄分割民営化に伴い、2つの機関区を統合して敦賀機関区として統合した上、車両検修部門および旅客関係の乗務員部門を敦賀運転所として分離し、敦賀機関区はJR貨物の、敦賀運転所はJR西日本の所属となった。敦賀運転所はさらに組織変更が行われ、福井地域鉄道部敦賀運転派出、北陸本線の新疋田駅と小浜線の各中間駅を管理下に置く「敦賀地域鉄道部」を経て、2024年3月16日から乗務員は「敦賀列車区」、車両は「金沢車両区敦賀支所」、施設は「敦賀保線区」、電気は「敦賀電気区」となっている。また、北陸新幹線開業に伴い、「敦賀新幹線列車区」「福井新幹線電気区敦賀派出所」が設置された。交流電気機関車の営業用第一号となったED70 1号機は敦賀第二機関区に配置され、使用停止後も永らく敦賀運転所内に保管されていたが、現在は長浜鉄道スクエアにて屋内展示されている。
一方、貨物列車の中継としての機能もあった。前述の通称「敦賀港線」への貨物列車や専用線発着の私有タンク車による硫酸輸送などもあったが、現在は貨車による継走はなく、旧機関区や側線群が整理され島式ホーム2面4線の高架線を持つ北陸新幹線のホームが建設された。
かつて北陸本線は、坂田駅以北が当駅も含め交流電化であり、京阪神からの新快速電車をはじめとする直流専用電車の乗り入れが不可であったが、坂田駅 - 長浜駅間が直流電化に変更され長浜駅まで新快速（電車）が乗り入れるようになると利用者が急増し長浜市が活性化した。そうしたことから同様の効果を期待して、2006年に湖西線永原駅 - 近江塩津駅間と北陸本線長浜駅 - 当駅間の直流化を実施し、当駅まで新快速（電車）を始めとする直流専用電車が乗り入れるようになった。なお、これらの直流化に先駆けて、大部分の費用を地元自治体が負担する形で非電化であった小浜線（当駅 - 東舞鶴駅間）を2003年に直流で電化している。

### 乗り入れ路線
JR西日本は、当駅が終点となる北陸本線を所属線としており、当駅が起点となる小浜線、当駅が終点となる北陸新幹線を含め3路線が乗り入れている。この3路線に加えて、2つ隣の近江塩津駅から分岐する湖西線の一部列車も乗り入れ運行系統上の終着駅となっている。そのため駅ナンバリングにおいては北陸本線と湖西線の2線の駅ナンバーを持ち、北陸本線がJR-A01、湖西線がJR-B08である。ハピラインふくいは、当駅が起点となるハピラインふくい線が乗り入れている。
このほか、当駅からは元・敦賀港駅へ通じる北陸本線の貨物支線（通称「敦賀港線」）が分岐していた。この支線はJR貨物の第一種鉄道事業路線であったが、2009年3月いっぱいで貨物列車の設定がなくなり踏切の線路が埋められて、事実上休線となっていた。その後、2019年4月に正式に廃線となった（JR貨物は北陸本線、ハピラインふくい線の第二種鉄道事業免許を有している）。
後述する北陸新幹線の当駅 - 金沢駅間延伸開業に伴う北陸本線の経営分離により、JR西日本とハピラインふくいとの境界駅となった。以後の定期旅客列車は4路線いずれもが当駅を起終点としており、貨物列車を除き当駅にて異路線へは直通していない。
当駅 - 新大阪駅間のルートは長らく未定であったが、のちに東小浜駅西方・京都駅付近・松井山手駅を経由するルートで決定した。ただし、建設費の財源や地下駅となる京都駅が地下水に影響を及ぼす可能性等に関し京都府などが慎重なとりまとめを求め、京都駅付近のルート選択と着工の時期は定まっていない。

## 歴史
敦賀は「日本海側の交通の要衝」として栄えた街であり、かつては欧亜国際列車（ボート・トレイン）を運行したことがあった。なお、欧亜国際列車（ボート・トレイン）は東京駅 - 金ヶ崎駅（現在の敦賀港駅）間の鉄路と敦賀港 - ウラジオストク港間の航路（ウラジオストク航路）を経てシベリア鉄道に連絡してヨーロッパへ向かう国際連絡運輸のことをいう。これに関連する鉄道遺産のストーリー、「海を越えた鉄道 世界へつながる鉄路のキセキ」は2020年（令和2年）6月に日本遺産の認定を受け、敦賀市は日本遺産「海を越えた鉄道 世界へつながる鉄路のキセキ」ガイドブック（日本語版・英語版）を発行している。

### 年表
- 1882年（明治15年）3月10日：官設鉄道の洞道口駅（後の洞道西口駅） - 敦賀駅間と敦賀駅 - 金ヶ崎駅（後の敦賀港駅）間（後の敦賀港線）の開業により[新聞 8]、一般駅として設置される[2][23]。
- 1884年（明治17年）4月16日：柳ヶ瀬トンネルの完成に伴い（同年3月30日に完成）[新聞 9]、長浜駅 - 金ヶ崎駅間の全線が開業[新聞 8][24]。
- 1895年（明治28年）4月1日：線路名称が制定され、東海道線の所属となる。
- 1896年（明治29年）7月15日：北陸線として当駅 - 福井駅間が開業する[25]。
- 1897年（明治30年）9月20日：東海道線の当駅 - 金ヶ崎駅間の旅客営業が廃止される。
- 1902年（明治35年）11月1日：線路名称が改定され、東海道線の米原駅 - 敦賀駅 - 金ヶ崎駅間が北陸線に編入される。
- 1909年（明治42年）
  - 6月1日：氣比神宮南西脇より現在地に移転する。
  - 10月12日：線路名称が改定され、北陸線が北陸本線になる[26]。
- 1910年（明治43年）：2代目駅舎が完成。
- 1917年（大正6年）12月15日：小浜線当駅 - 十村駅が開業する[13][27]。
- 1919年（大正8年）1月11日：当駅 - 敦賀港駅間の旅客営業が再開される[28]。
- 1945年（昭和20年）：敦賀空襲で2代目駅舎を焼失する。バラックによる3代目駅舎を建設する。
- 1951年（昭和26年）3月：4代目の駅舎が完成する。
- 1957年（昭和32年）10月1日：北陸本線の木ノ本駅 - 近江塩津駅 - 当駅間の新線が単線開業[26]および交流電化され[新聞 10]、旧線は柳ヶ瀬線となる[29][30]。
- 1962年（昭和37年）6月10日：当駅 - 今庄駅間に北陸トンネルが開通し[31]、当該区間の切り替え[26]に伴い交流電化、複線化される。新設6番・7番のりば（第3ホーム）を上り線用に使用開始。
- 1963年（昭和38年）9月30日：鳩原ループ線が開通し、新疋田駅から当駅間が複線化される。柳ヶ瀬線の疋田駅 - 当駅間が休止される。
- 1964年（昭和39年）5月11日：休止中の柳ヶ瀬線が廃止される[29]。
- 1986年（昭和61年）11月1日：荷物の取り扱いを廃止[32]。
- 1987年（昭和62年）
  - 3月31日：敦賀港線の旅客営業を廃止する[28]。
  - 4月1日：国鉄分割民営化に伴い、JR西日本・JR貨物の駅となる[32]。
- 1997年（平成9年）3月22日：定期貨物列車の設定がなくなる[32]。
- 2003年（平成15年）
  - 3月15日：小浜線が直流電化開業する[14]。
  - 10月26日：北陸本線、湖西線の直流電化工事が開始される[広報 1][33]。
- 2006年（平成18年）
  - 9月24日：北陸本線、湖西線の直流送電が開始される[34][35]。
  - 10月21日：北陸本線長浜駅 - 当駅間の直流電化により、新快速が当駅までの乗り入れを開始する[34][広報 2][広報 3][広報 4][新聞 11]。
- 2010年（平成22年）10月22日：仮駅舎の使用を開始。
- 2012年（平成24年）12月16日：バリアフリー化工事が完了。エレベーター、エスカレーターの使用を開始。
- 2014年（平成26年）4月5日：「敦賀駅交流施設オルパーク」が開館[新聞 12][広報 5]。
- 2018年（平成30年）
  - 3月17日：駅ナンバリングが導入される。
  - 9月8日：自動改札機の使用を開始[JR 3]。
  - 9月15日：「ICOCA」などの交通系ICカードの利用が可能となる（小浜線では利用不可）[36][JR 3][新聞 13]。
- 2019年（平成31年）4月1日：敦賀港線が廃線となる[37][JR 2][新聞 14]。
- 2022年（令和4年）8月5日：集中豪雨のため今庄駅周辺の線路が浸水、当駅 - 武生駅間が不通となる。同年8月8日から8月10日に、福井県が災害時緊急シャトルバスを当駅 - 武生駅間（直行：運賃無料）で運行する[38][JR 4]。
- 2023年（令和5年）3月18日：普通列車[注釈 2]が当駅で系統分離され、当駅を跨ぐ列車は特急[注釈 3]と貨物列車のみとなる。
- 2024年（令和6年）3月16日
  - 北陸新幹線の金沢駅 - 当駅間が延伸開業[19][放送 1][新聞 1]。
  - JR西日本の駅長室やみどりの窓口がまちなみ口（西口）からやまなみ口（東口）へ移転。
  - 福井県警察鉄道警察隊敦賀分駐所が敦賀警察署駅前交番内から敦賀駅新幹線駅舎内へ移転。
  - 北陸本線の当駅 - 大聖寺駅間がハピラインふくいに移管され[新聞 2][新聞 3][新聞 4]、同社との共同使用駅となる。また、これに伴い、当駅を跨ぐ旅客列車が全廃された。

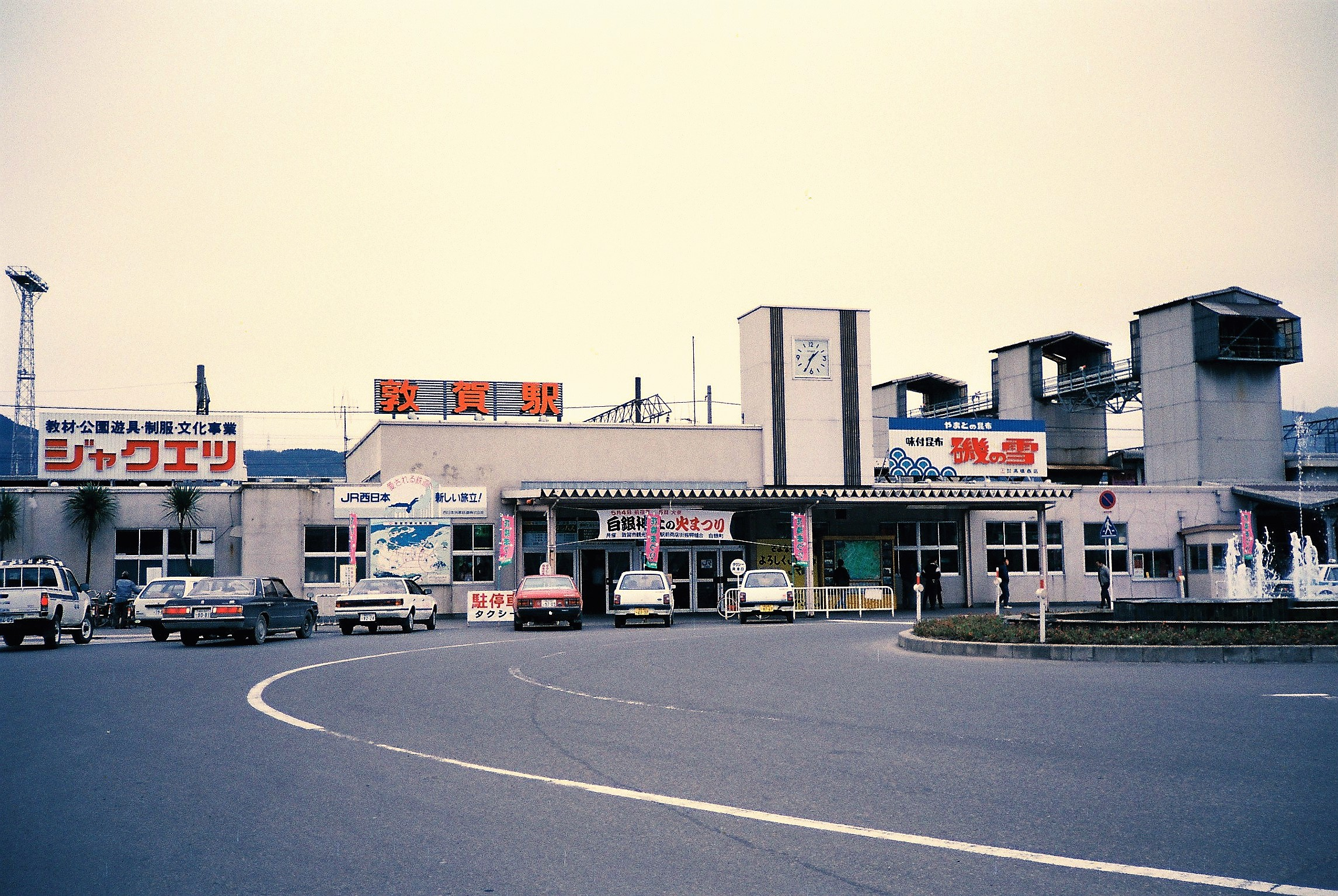
民営化間もない敦賀駅。駅舎右側に跨線テルハが見える（1987年4月）
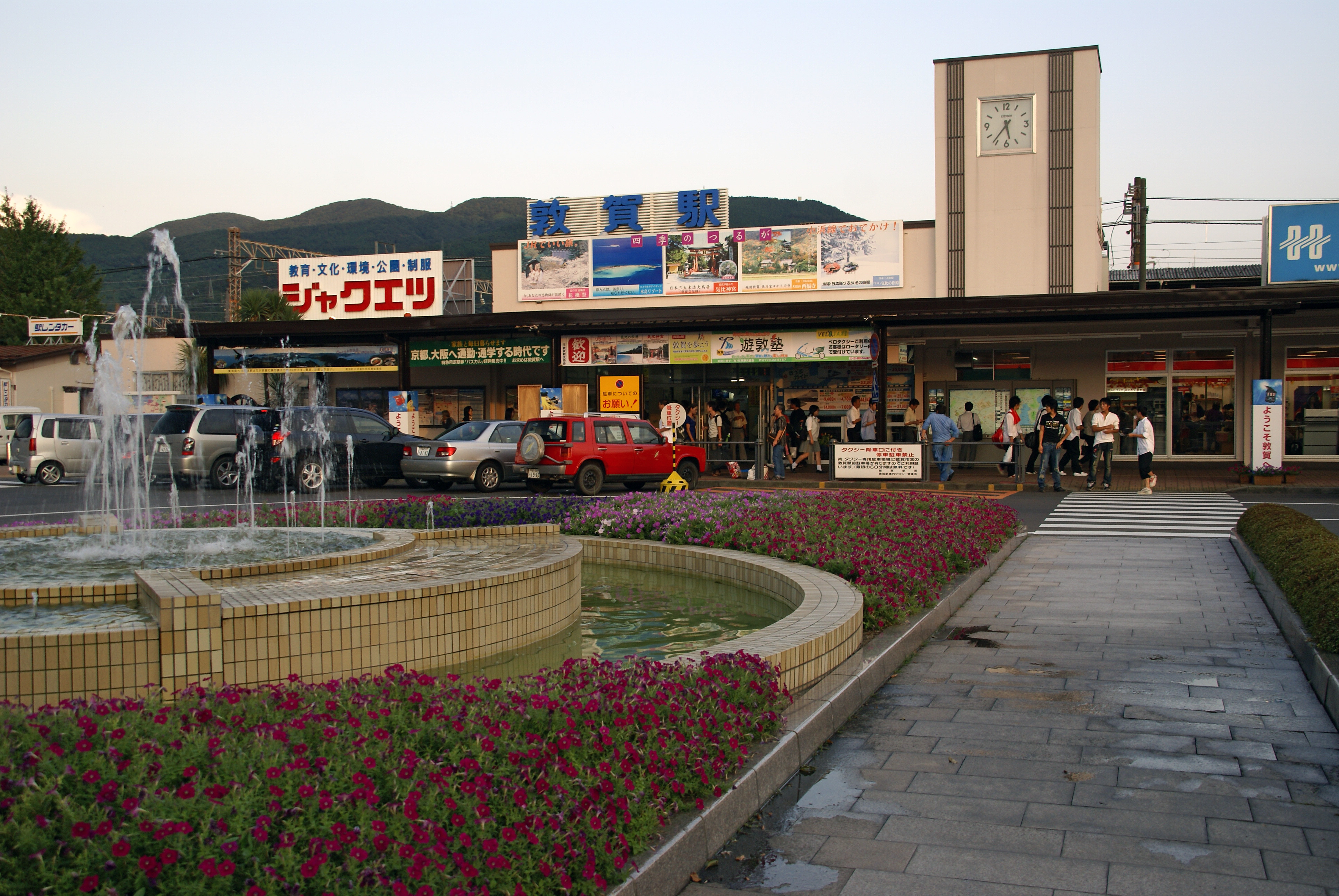
改修前の駅舎（2007年9月）
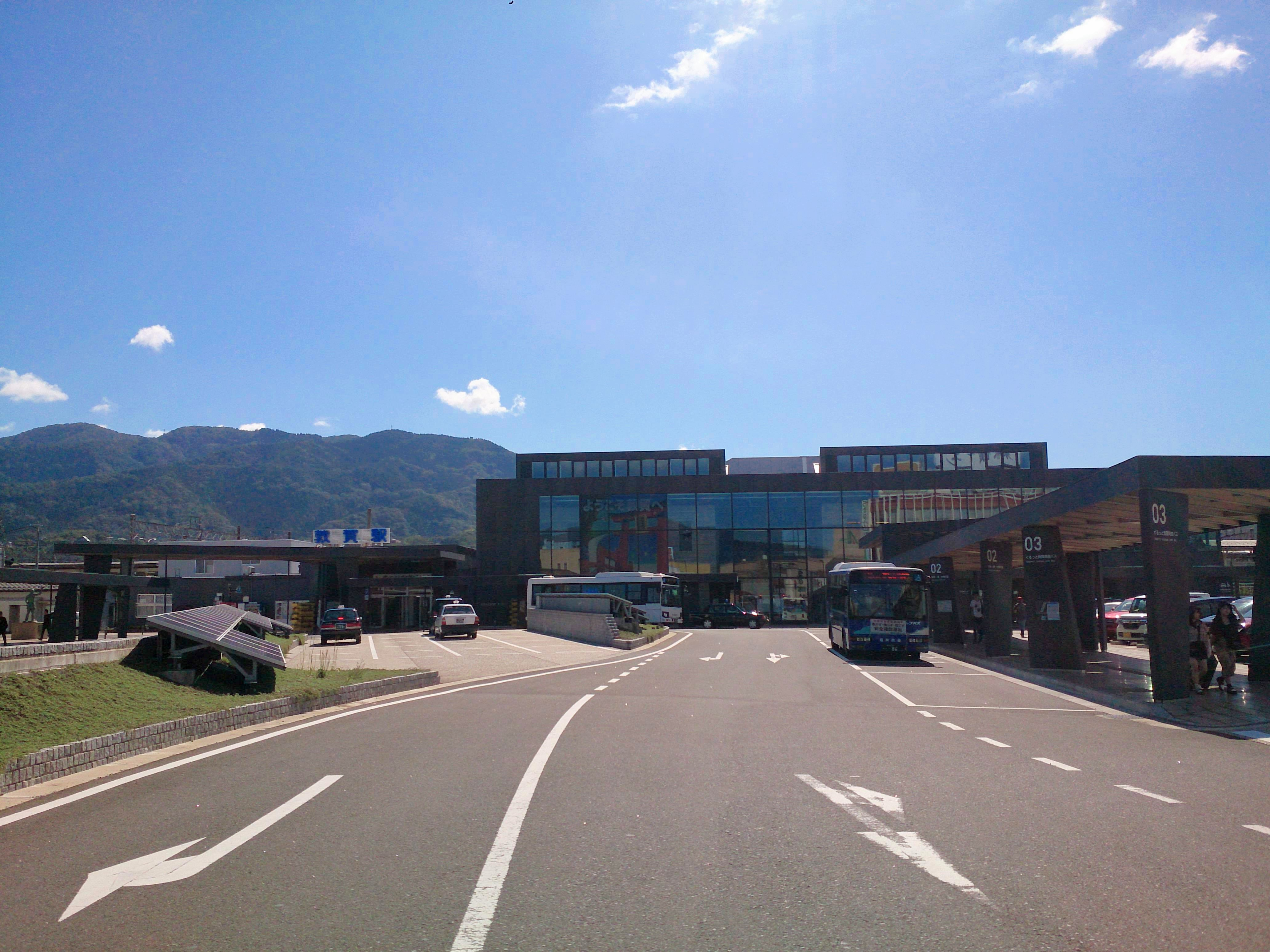
北陸新幹線延伸前の駅舎（2018年9月）
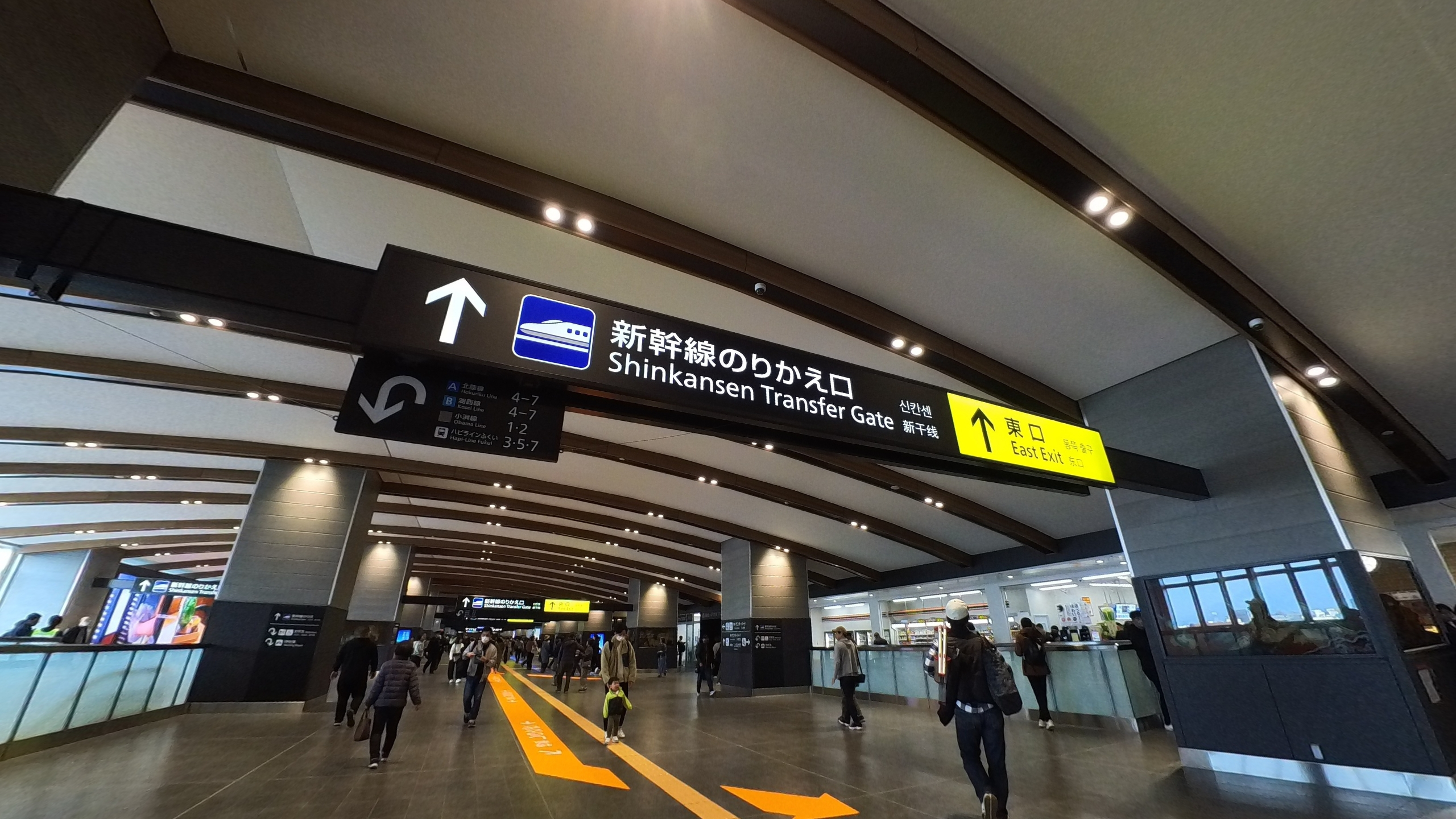
北陸新幹線開業当日の新幹線敦賀駅舎（2024年3月16日）

### 北陸本線 - 湖西線の直流化
北陸本線の長浜駅と当駅までと、湖西線の永原駅と近江塩津駅までの直流電化への変更が滋賀県と福井県が主導となって決まり、2003年4月に工事協定を結び、同年10月26日に着工した。工事は2006年9月23日深夜から9月24日未明にかけて行われた電気設備切替工事をもって完了し、同年10月21日から京阪神方面との新快速をはじめとする直流電車の直通運転が始まった。これにより、朝8時台の福井行きと夕方16時台の長浜行き各1本以外の普通列車は、当駅で系統が分断された。
従来は、北陸本線長浜駅 - 虎姫駅間と湖西線永原駅 - 近江塩津駅間にあったデッドセクションが、当駅北1.7 km地点（北陸トンネル敦賀側坑口から400 m）に移設された。
敦賀市都市計画マスタープランでは北陸新幹線敦賀駅駅舎整備事業と平行して現在工場と農地が広がる木の芽川右岸を開発、中高層の高度利用も考慮した住宅地および商業地を整備する計画が存在するようだが、木の芽古道（旧北陸道）の歴史資源保全や森林保全から具体化には至っていない。

### 駅舎のリニューアル
当駅は完成から半世紀近くに渡り供用が続けられてきたが、2009年から2010年にかけて敦賀市が事業主体となって駅舎改築が検討されていることが明らかになった。概要は以下のとおり。
しかし、2007年末頃から北陸新幹線の敦賀駅までの延伸を考慮し、「新幹線の状況が決まらない以上、駅舎改築には同意できない」とJR西日本が表明し、駅舎改築計画は事実上凍結された。その後、現駅舎を大規模リニューアルする案が浮上、2008年11月25日に開かれた「敦賀駅周辺整備構想策定委員会」でその方針が明らかとなった。概要は以下のとおり。
費用は約6 - 8億円と見込まれ、2009年度当初予算へ盛り込んでJR西日本が2009年度に着手するバリアフリー化工事と同時着手、2年の工期をめどに同時完成を目指すとしていた。その後、駅舎デザインに関して市民からの提案があり計画は少々延期されたものの、2010年5月頃から仮駅舎を建設、10月22日に仮駅舎の使用を開始した。旧駅舎（待合室辺り）は解体された後、敦賀市が2013年の完成予定で建設する。
2014年4月5日、「敦賀駅交流施設オルパーク」が開館した。
なお、これらのバリアフリー設備については2012年12月16日に使用が開始された。
2024年3月16日の北陸新幹線の開業に合わせ、東口（やまなみ口）を開設し愛称も併記、従前の出入口は愛称を併記した西口（まちなみ口）とした。

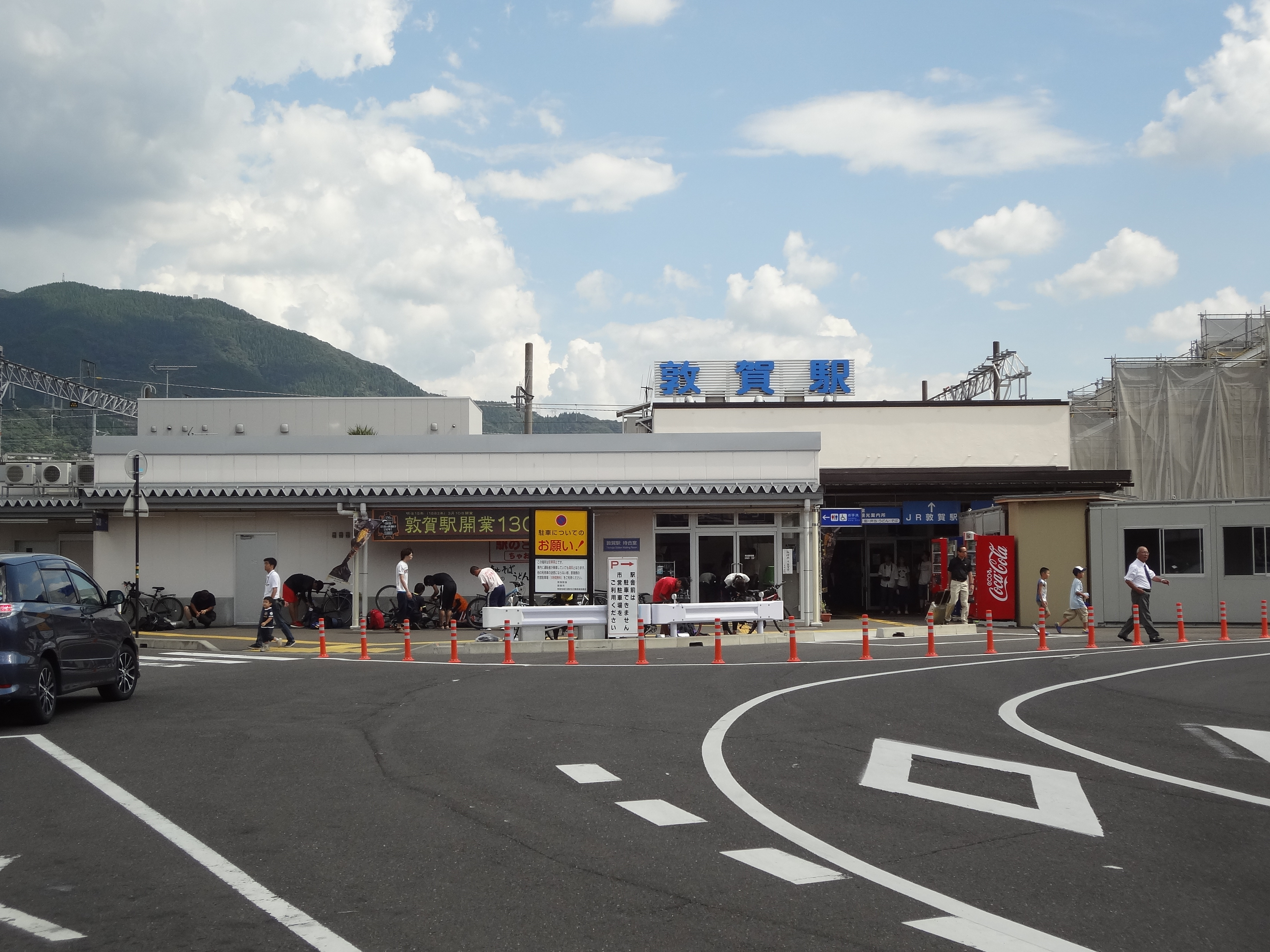
改修工事中の仮駅舎（2012年9月）
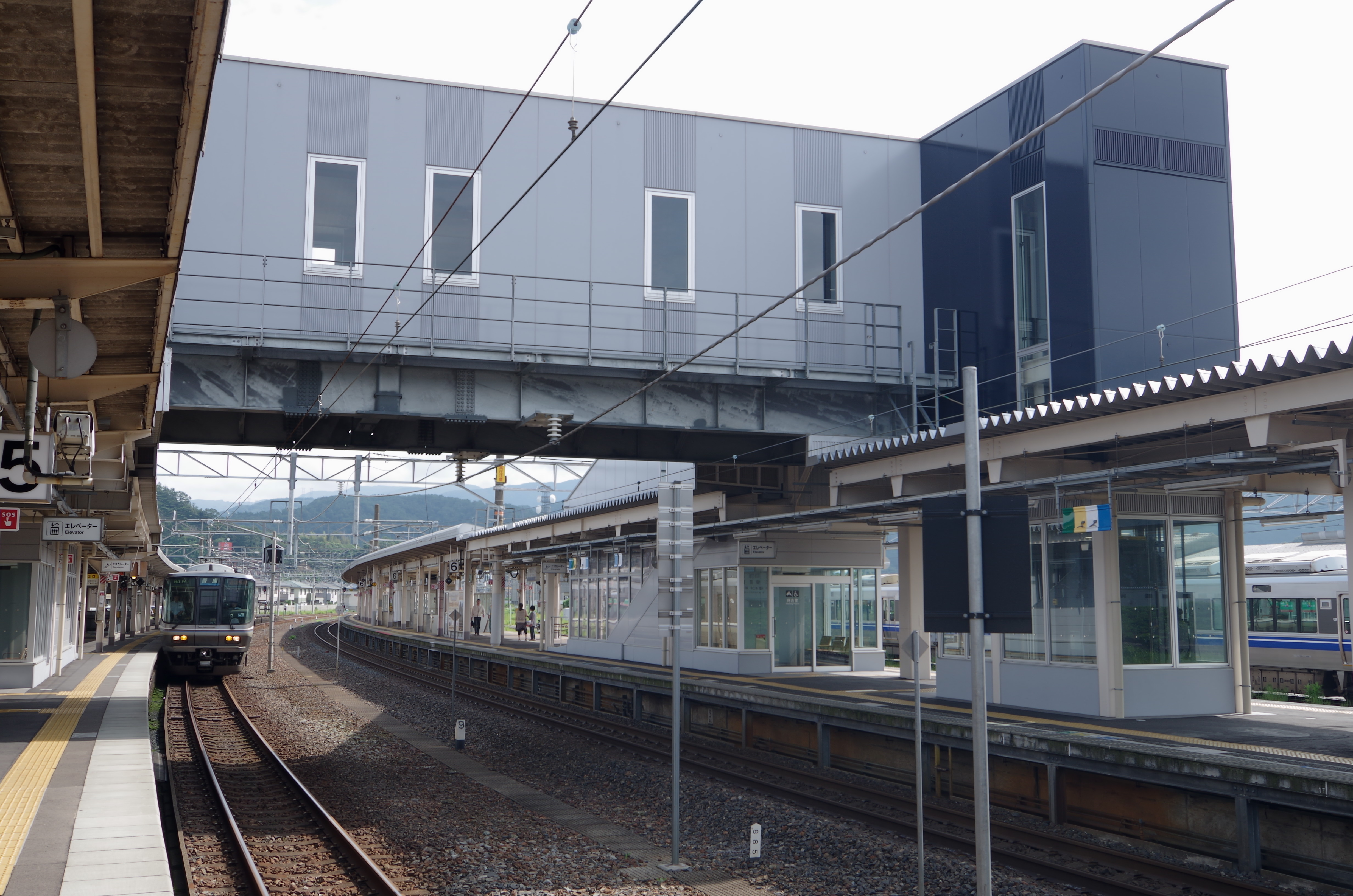
跨線橋（2014年8月）
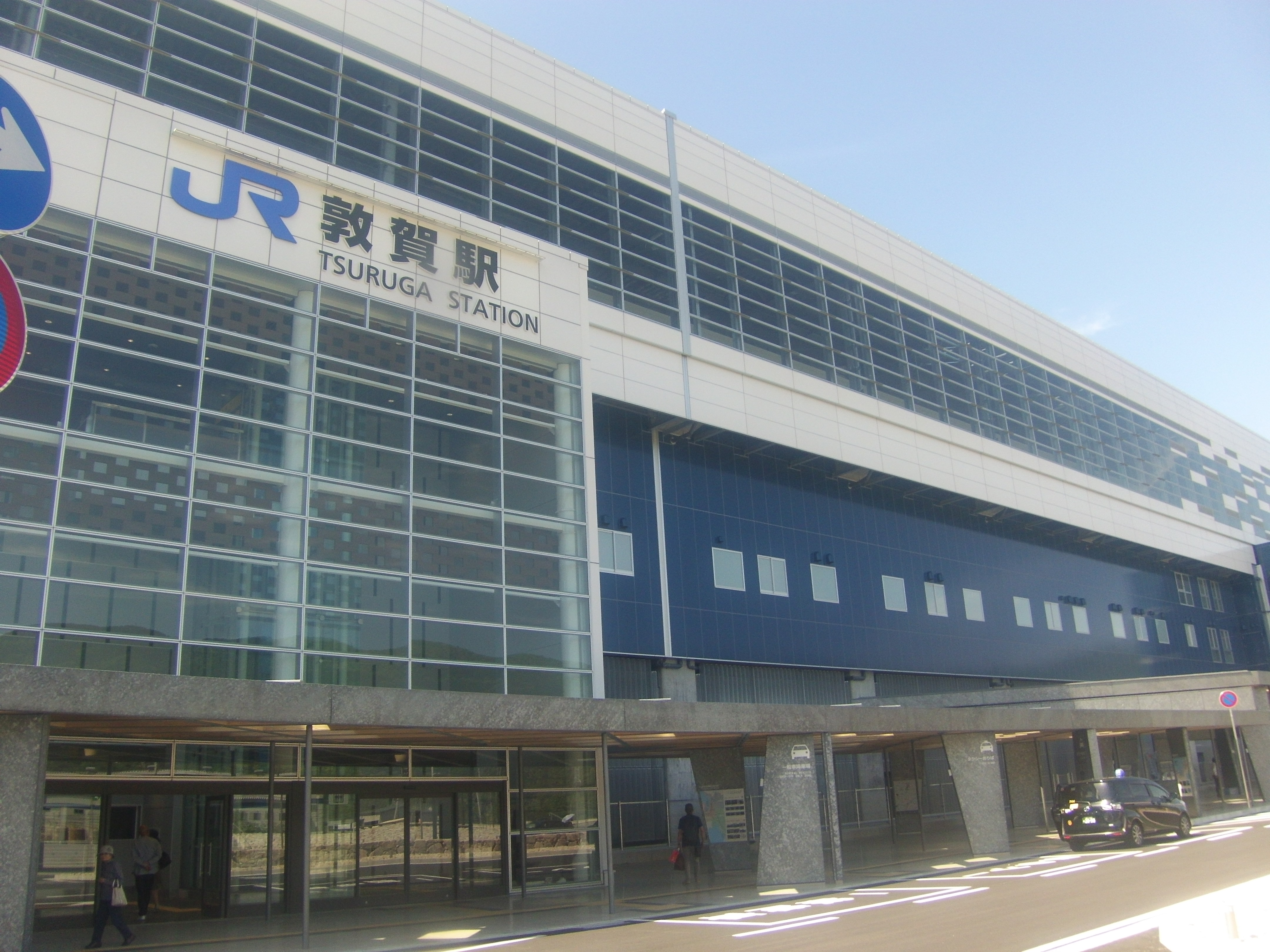
新幹線開業に合わせ新設されたやまなみ口の建屋（2024年5月）

## 駅構造
すべて島式ホームで、7面15線を有するターミナル駅。このうち在来線はすべて地上駅（橋上駅）で5面11線、北陸新幹線は高架駅3階フロアーの2面4線。のりば（ホーム）の番号は、1桁台（1番 - 7番のりば）が在来線普通列車、10番台（11番 - 14番のりば）が新幹線、30番台（31番 - 34番のりば）が在来線特急列車としている。20番台は7番のりばと31番のりばの間に存続する留置線、引上線などの7線であり、旅客営業列車は発着しない。

### 在来線ホーム
在来線は地上駅ではあるが、ホームはコンコースやまちなみ駅前ロータリーより一段高い位置にあるため高架駅のような構造となっている。また、跨線橋はその従来のホームのさらにその上に設けられているため、まちなみ口コンコースと跨線橋を結ぶ階段・エスカレーターは長くなっている。なお、駅構内図ではまちなみ口コンコースを1階、ホームを2階と表示している。在来線ホームのうち、西口（まちなみ口）オルパークに接する島式3面7線（1番 - 7番のりば）のホームが従来からあるホームで、うち中央の1面は南端部を切欠きホーム（4番のりば）とした3線となっている。これら3面のホームは、コンコースとの間、ないしホーム間は地下道及びエレベーターとエスカレーターを有する跨線橋で連絡している。
北陸新幹線開業に合わせ、新幹線との接続利便確保のため、北陸新幹線のホーム部の真下の1階に乗り換え用在来線特急専用の島式ホーム2面4線（31番 - 34番のりば）が新たに設けられた。このうち西側の1面2線（31番・32番）は大阪・名古屋方面からの在来線特急の主に降車ホーム、東側の1面2線（33番・34番）は主に乗車ホームに使用されるが、一部の列車では31・32・34番は到着・出発双方にも使用される。数本の列車は31・32番から折り返し出発し、数本のしらさぎは34番に到着する。

### 新幹線ホーム
新幹線駅舎はかつての敦賀第一機関区、客貨車区などがあった区域の西半分に設置され、現在の西口（まちなみ口、以前からの駅出入り口）から200m以上離れている。また駅北側で国道8号の高架を跨ぐためホームの地上高さが21mとなってしまい、在来線との乗り換えの利便性に関して懸念が指摘された。そのため2階コンコースとの間にエレベーター6基・エスカレーター24基、さらに2階の乗り換え改札口には19台の自動改札機と中央部に団体用2倍幅改札口、東側に有人改札口など合計21か所の乗り換え用改札口を設置している。
また、東口（やまなみ口）や新幹線及び特急列車のりばから、従来の在来線ホーム（1 - 7番のりば）までは200 m前後離れていることもあり、西口（まちなみ口）との間の連絡橋にムービングウォークを設置して、利便性の向上に配慮した。西口（まちなみ口）から東口（やまなみ口）までの道のりは跨線橋を経由しても「コ」の字型ルートとなるので300m前後の距離となっている。
新幹線駅デザインは「港町」をテーマとし、コンコースは天井部分に北前船の帆のモチーフでスケール感が出るように設営する。また、敦賀湾の波のきらめきな外観に、ホームは船の甲板をイメージした木調タイルにする。駅舎は2021年9月に着工し、2023年9月14日に完成した。整備新幹線の駅舎としては大型建築物ではあるが、1階在来線ホーム階を除く部分の2階乗り換え通路階と3階新幹線ホーム階の合計面積では、新大阪駅の同部分の17%に過ぎない。
ホームは島式2面4線であり、将来新大阪側に延伸した際は中央の12・13番のりばが本線となる構造である。延伸側の高架橋は北陸本線を越える手前で途切れ、車止めが設置してある。延伸側の線路については、11番のりばの線路は本線に合流する手前で車止めにより途切れており、白山総合車両所敦賀支所（敦賀車両基地）との入出庫はできない。また14番のりばの線路は白山総合車両所敦賀支所のみにつながっているが、延伸時には11・14番のりばとも本線に合流する線路が敷設できるように設計されている。
現在日本の駅で一番高い駅となっている。

### 在来線ホームと新幹線ホーム間の乗り継ぎ
新幹線開業前の2024年1月18日に、一方通行（3階の新幹線から1階の在来線、階段通行は下りのみ）の乗り換え試験として約900名（E7系・W7系新幹線の1編成あたりの定員に相当）の乗客役（JR社員）が参加した公開模擬訓練が行われ、敦賀着の新幹線つるぎから在来線特急しらさぎ、サンダーバードへと乗り換えた際に実際にかかる時間、導線などの確認が行われた。その結果1階のホームに下りる2階のエスカレーター2か所のうち手前に参加者が集中して混雑が発生したことなどが原因で、乗客全員が乗り換えを完了するまで想定した最短乗り換え時間である8分を超える13分を要した。JR西日本は混雑解消策として、2階コンコースでは床にサンダーバード用（青色）としらさぎ用（オレンジ）の2本のラインを新たに追加し、また1階の在来線特急出発用ホームである33番・34番のホームにおいてはサンダーバードとしらさぎの停車位置をおよそ60mずらして乗客の導線を分散させることで、混雑の緩和を図ることになった。また逆に在来線特急から新幹線への乗り換えについては、在来線特急の主に降車用ホーム31番・32番を使用することなどから大きな混乱は起きないと見られていたが、両方向からの同時乗り換え（新幹線→在来線、在来線→新幹線）が毎日20回以上行われるため、こちらも着発の折返し運行時や多客時の問題が発生している。開業後半年で、混雑時や列車遅延時など、自動改札機21通路の全面開放（無改札通行）が数十回発生している。

### 駅設備
駅構内には、まちなみ口改札外・やまなみ口改札外それぞれのコンコースにみどりの券売機またはみどりの券売機プラスが両改札外コンコースに加え新幹線乗り換え口付近（在来線エリア）に設置されている。みどりの窓口は現在のまちなみ口側にあったが新幹線開業とともに閉鎖、やまなみ口、並びに乗り換え口在来線エリアへ移転となった。新幹線ホームへは外部から直接入場することはできず、まちなみ口・やまなみ口ともに一度在来線の改札口を通った後に再度乗り換え改札口を通る必要がある。当駅からハピラインふくい線各駅への片道乗車券も在来線エリア両改札外にあるJR西日本の自動券売機で発売しているが、回数券・定期券など他のハピラインふくいの乗車券類の発売は、まちなみ口の同社有人窓口での取り扱いとなっている。ハピラインふくい発行の入場券も発売している。ジェイアール西日本デイリーサービスネット金沢がオルパーク1階にセブン-イレブンハートインJR敦賀駅店、新幹線駅舎2階におみやげ処敦賀店をそれぞれ設置している。構内南側には金沢車両区敦賀支所があり、車両が配置され夜間滞泊もある。

### 交通系ICカードの運用
コンコース設置の自動改札機は2018年9月8日に磁気券に限定して運用が開始され、9月15日からはICOCAのエリア拡大に伴い交通系ICカードの使用が可能となった。敦賀駅へは大阪近郊区間を含んだ200 km圏内のJR西日本駅から使用可能となった。2024年3月16日からはハピラインふくい線内からの乗車では、敦賀駅 - IRいしかわ鉄道線俱利伽羅駅間の各駅で利用可能である。大阪・米原方面から敦賀駅を越えてハピラインふくい線の南今庄駅 - 大聖寺駅間を利用する場合は、北陸本線（敦賀 - 米原間）・琵琶湖線・JR京都線（東海道本線、米原 - 大阪間）・湖西線（近江塩津 - 山科間）のJR各駅からのみ利用可能であり、草津駅を除く草津線、京都駅を除く奈良線・嵯峨野線（山陰本線）、大阪駅、新大阪駅、東淀川駅以外の大阪市内の各駅などからの利用はできなくなった。ハピラインふくい線から特急サンダーバード号、しらさぎ号、北陸線新快速、普通列車に乗り換えの場合（逆の場合も含む）、連絡通路には2社乗り継ぎ用のICカードリーダーが存在しない。そのため、例えば敦賀 - 大阪間の乗車券・特急券をすでに所持していて、越前花堂駅から敦賀駅までをICカードで乗車した場合、また大阪環状線の天王寺駅からハピラインふくい線の越前花堂までをICカードで乗車する場合等は、敦賀駅で一旦改札口を出場して再入場する必要がある。ちなみに、小浜線では東舞鶴駅を含む全区間で、ICOCAなどの交通系ICカードを利用することができない。
JR西日本とハピラインふくいの両鉄道事業者のICカードのソフトウェアが合わないことが原因で敦賀駅を跨いで乗車することができなくなり、それが原因で精算時にトラブルが生じたことを福井新聞が2024年4月20日に報じている。同記事では武生 - 大阪間の乗車券と敦賀 - 大阪間の特急券がセットになった切符を購入した乗客がICカードで武生駅に入場し、大阪駅で出場しようとした時に（同駅の）駅員に「（敦賀駅以北と同駅以南の）会社（鉄道事業者）が違うのでハピライン線(武生敦賀間)の精算はできない」と言われたことが報じられ、これと同様のトラブルが複数発生していたことも併せて報じている。この乗客は後日、武生駅で武生→敦賀間の運賃（大阪方面へ向かった時の分）を精算している。なお、武生駅へ戻るときは敦賀駅で一旦改札口を出場して再入場したため、トラブルは生じなかった。
JR西日本とハピラインふくいの両鉄道事業者が有するICカードのソフトウェアを変更するには多大な労力と費用が予想されるため、一般的な安価で容易な2社乗り継ぎ用ICカードリーダーの早期設置が望まれている。全国的には私鉄や3セク側が開業時に設置しているが、ハピラインふくいは「広くするとそれだけコストも必要になる。サンダーバードが走っていた大阪までが最もニーズの高い区間と判断した」とコメントした後、「北陸新幹線とサンダーバードの乗り継ぎよりも、ハピラインふくいとJR線（サンダーバードなど）との乗り継ぎが多かった」と続けている（原文を基に再構成）。なお、ハピラインふくいは（JR西日本との）連絡改札の設置をJR西日本と協議している。

### のりば
| のりば       | 路線                  | 行先                 | 備考                                                              |
| ------------ | --------------------- | -------------------- | ----------------------------------------------------------------- |
| 在来線ホーム |                       |                      |                                                                   |
| 1            | ■ 小浜線              | 小浜・東舞鶴方面     |                                                                   |
| 2・4         | ※旅客列車は到着のみ   | ※旅客列車は到着のみ  |                                                                   |
| 3            | ■ ハピラインふくい線  | 福井・金沢方面       | 主に朝時間帯                                                      |
| 5            | ■ ハピラインふくい線  | 福井・金沢方面       | 朝・夕時間帯                                                      |
| 5            | 北陸本線・ 湖西線     | 米原・京都・大阪方面 | 主に新快速・快速                                                  |
| 6            | 北陸本線・ 湖西線     | 米原・京都・大阪方面 | 朝・夕の普通など                                                  |
| 7            | 北陸本線・ 湖西線     | 米原・京都・大阪方面 | 朝・夕の新快速                                                    |
| 7            | ■ ハピラインふくい線  | 福井・金沢方面       | 普通・快速                                                        |
| 特急ホーム   |                       |                      |                                                                   |
| 31・32       | 特急                  | 主に降車ホーム       | - 一部の特急は31・32番のりばから - 発車、34番のりば到着も混在する |
| 33           | ■ 特急 サンダーバード | 京都・大阪方面       | - 一部の特急は31・32番のりばから - 発車、34番のりば到着も混在する |
| 34           | ■ 特急 しらさぎ       | 米原・名古屋方面     | - 一部の特急は31・32番のりばから - 発車、34番のりば到着も混在する |
| 新幹線ホーム |                       |                      |                                                                   |
| 11 - 14      | 北陸新幹線            | 金沢・東京方面       |                                                                   |

付記事項
- 1・2番のりばには小浜線[2][23]、3 - 7番のりばには北陸本線、3・5・7番のりばにはハピラインふくい線の列車が発着する[2][23][JR 7]。
- 3番のりばと6番のりばは早朝と夕方のごく一部列車のみ使用し、他は当駅止まりや回送列車が使用する。
- 2番のりばと4番のりばは現在旅客列車の発車では使用されていない。
- 3番のりばと6番7番のりばは貨物列車（21両、長さ420m）の待機と運転士の交代にも使用する。
- 特急列車は北陸新幹線敦賀開業時から供用が開始された31 - 34番のりばからの発着である[JR 7]。
- 31 - 34番のりばから北方（福井方）の線路は余座踏切までに短縮され、その折返線経由で在来線の1番 - 3番、5番 - 7番、留置線4本、引上線3本に接続されているが、ハピラインふくい線の列車には使用しない。
- 北陸新幹線は11 - 14番のりばからの発着である。

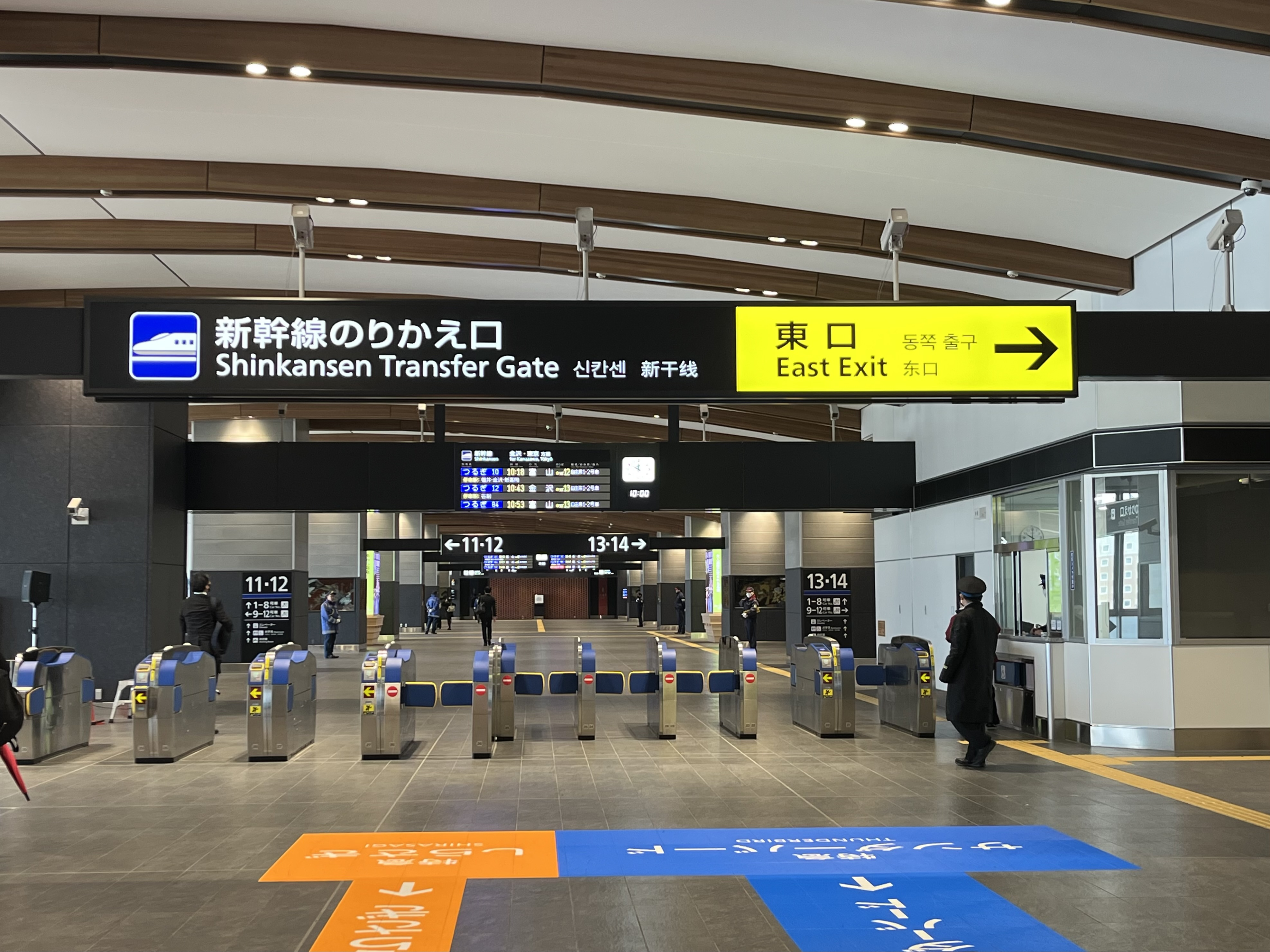
北陸新幹線のりかえ口(2024年3月)
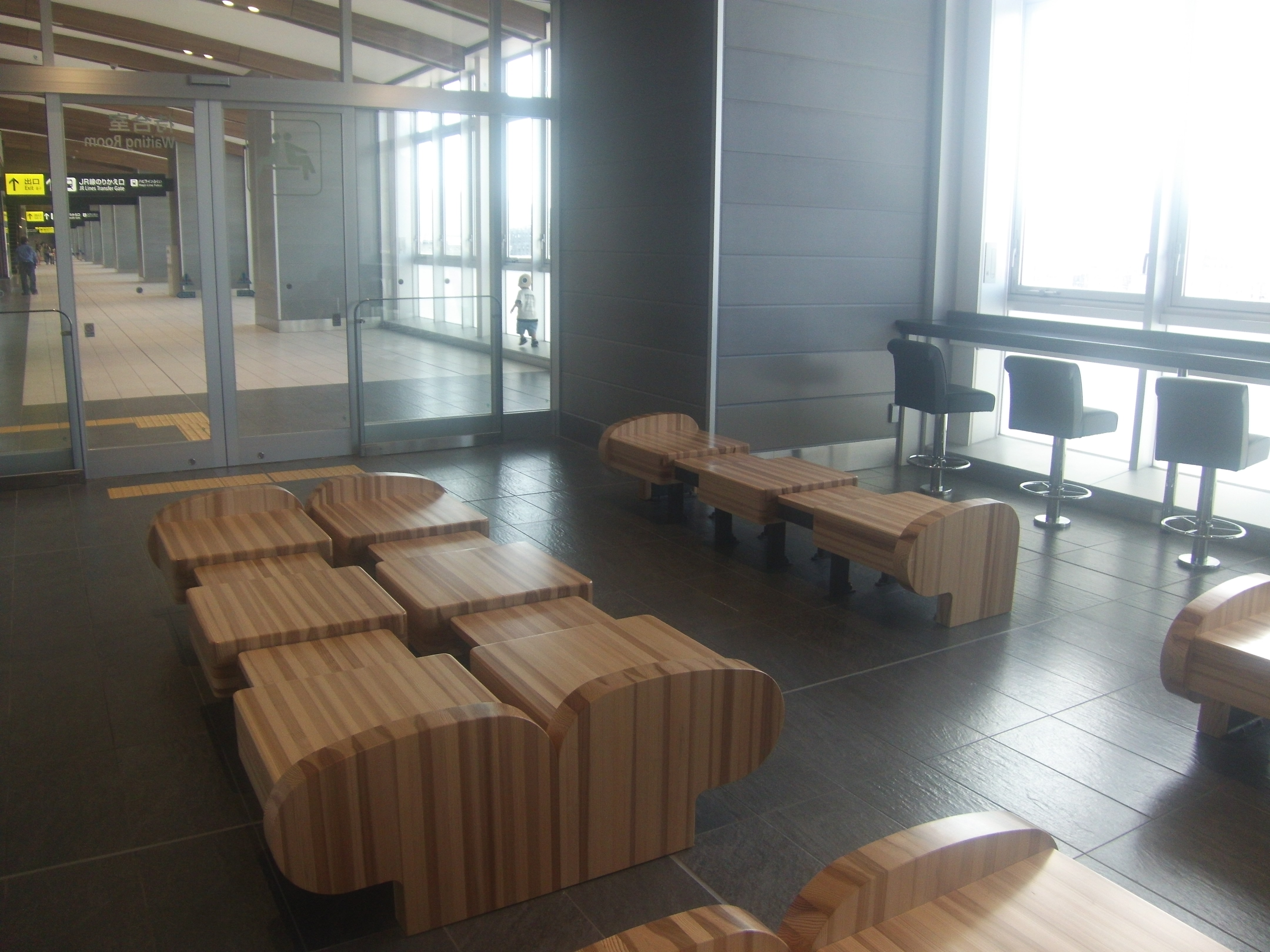
新幹線乗換口改札内にある待合室
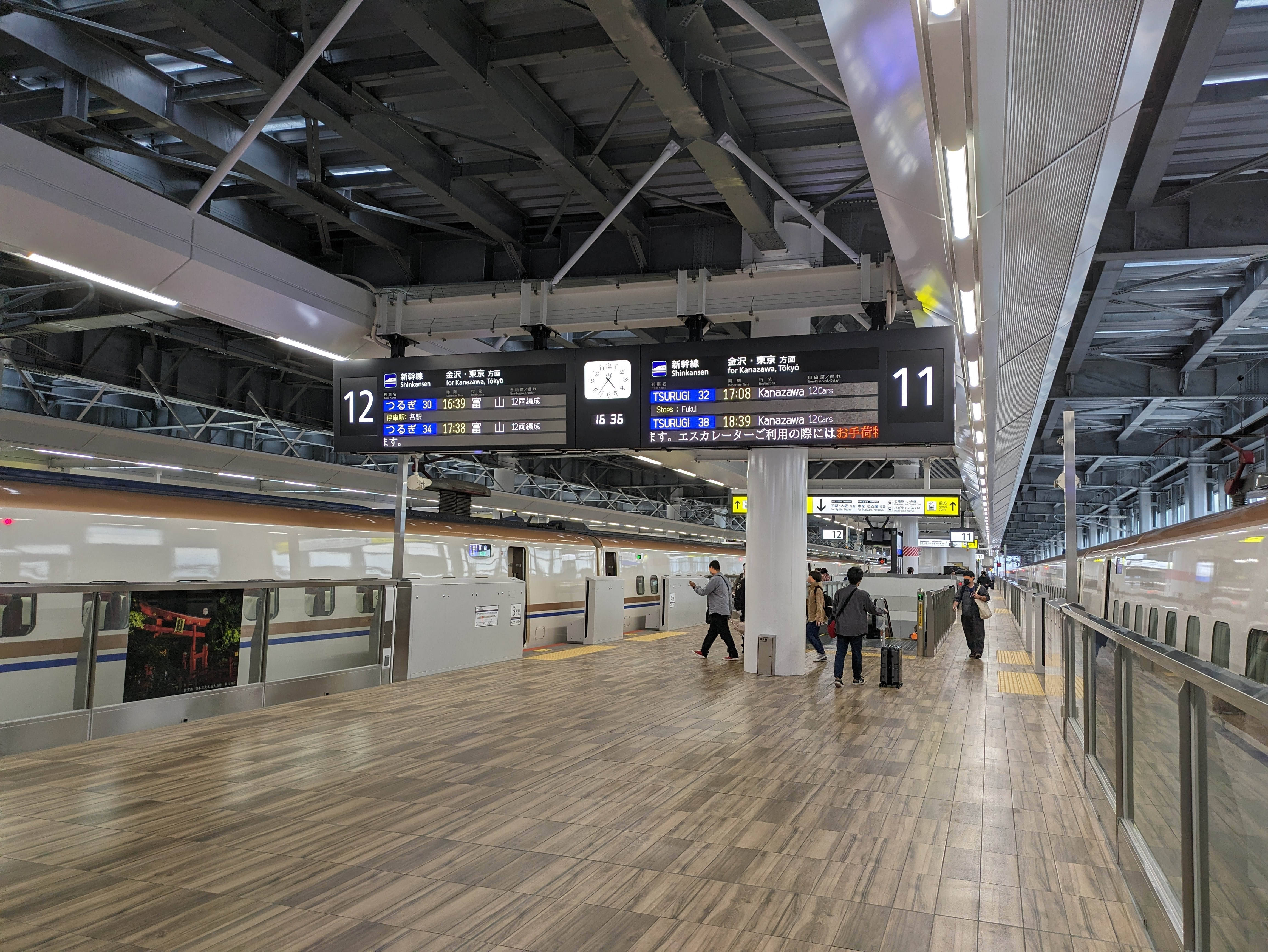
北陸新幹線ホーム(11番・12番のりば、2024年5月)
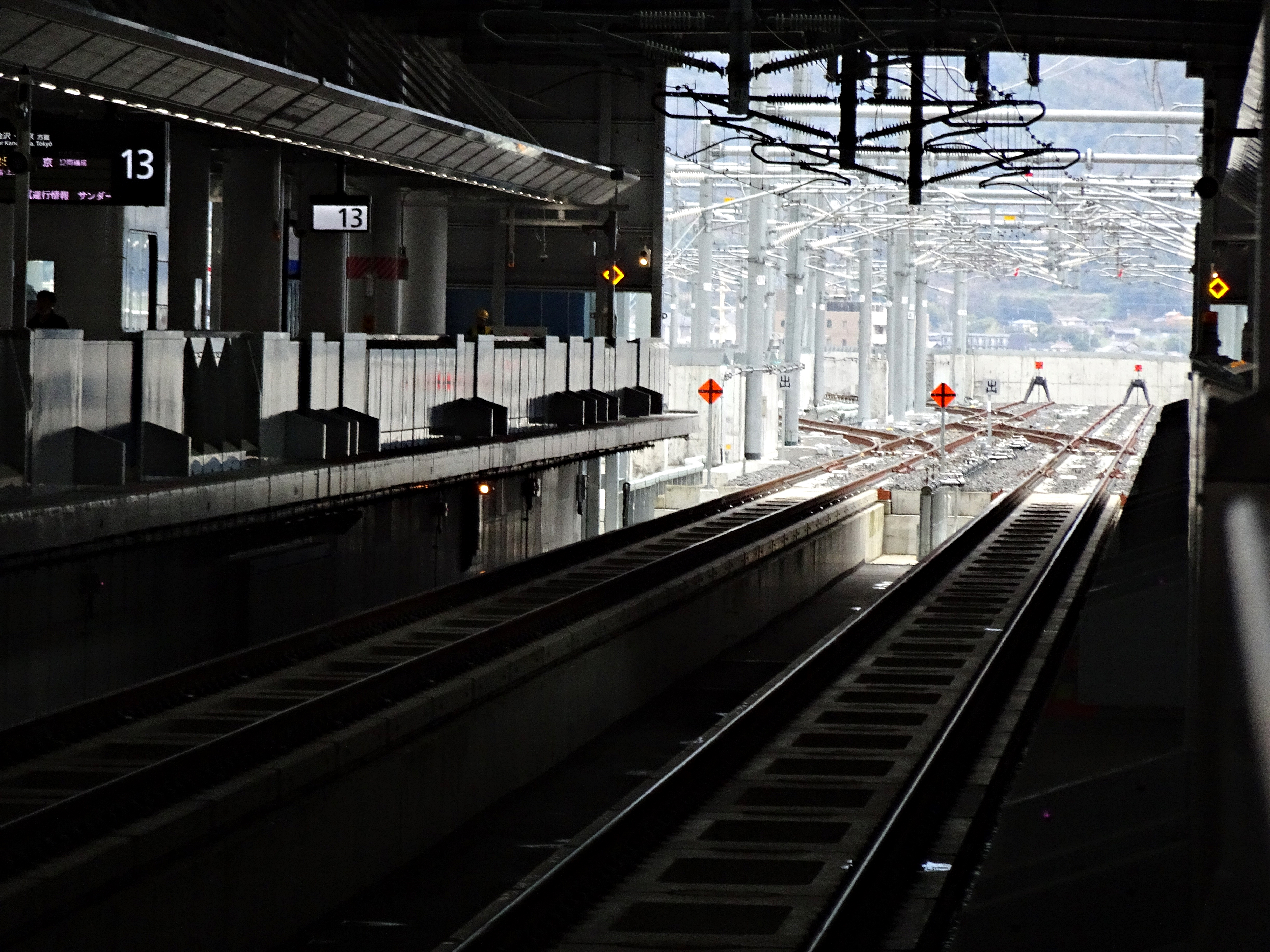
北陸新幹線新大阪方線路終端部(2024年3月)
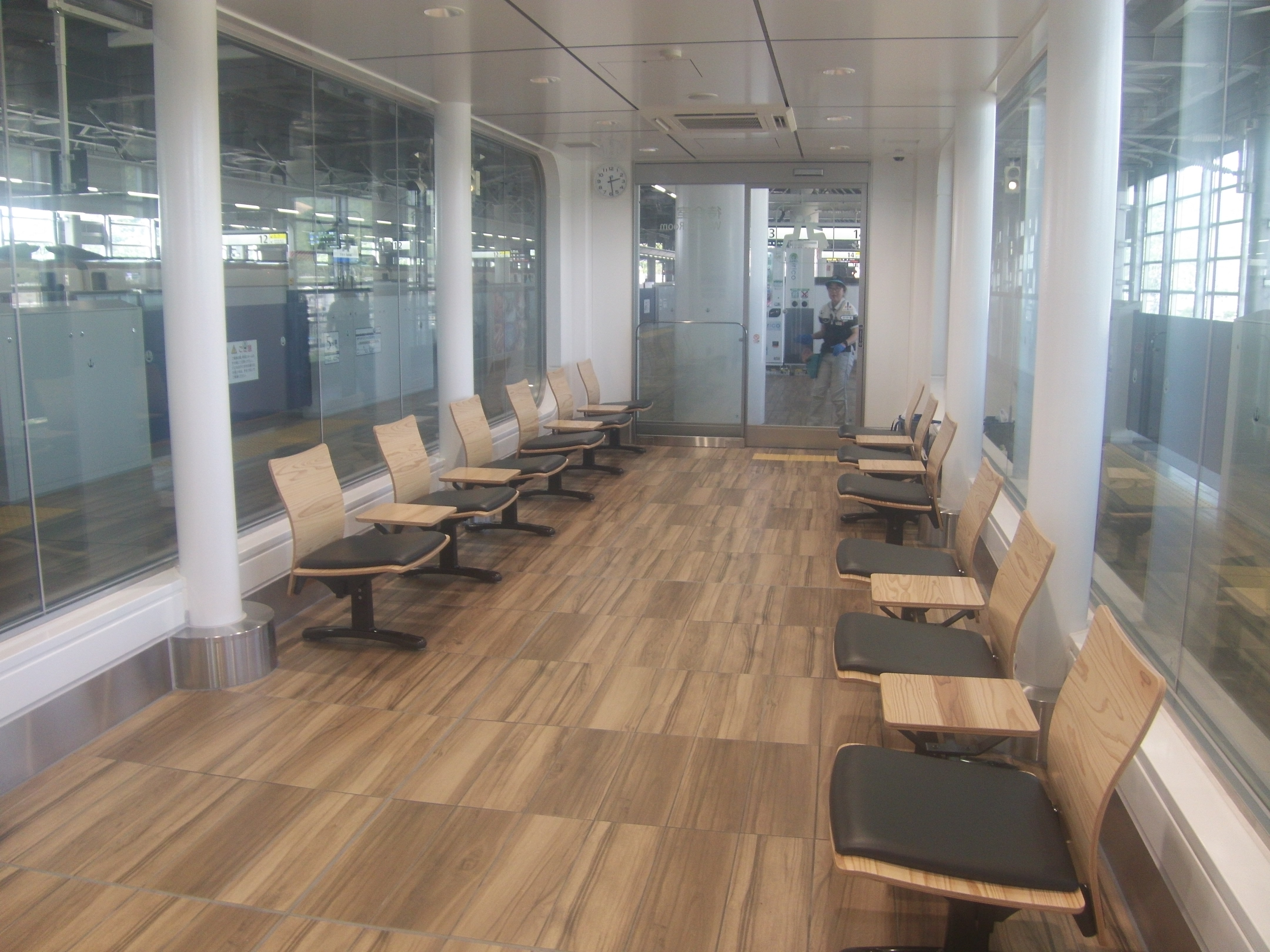
新幹線ホーム内待合室
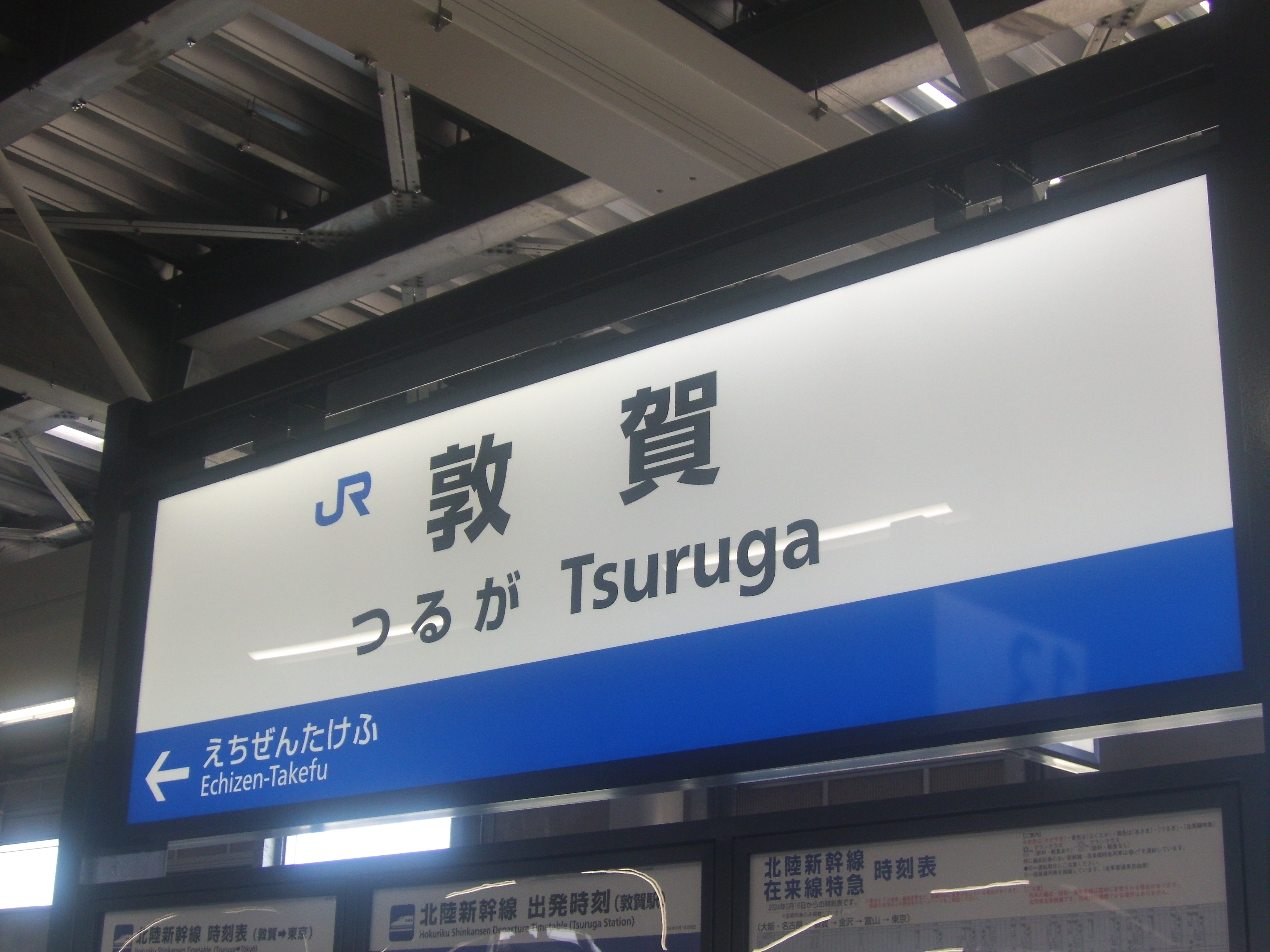
北陸新幹線　駅名標
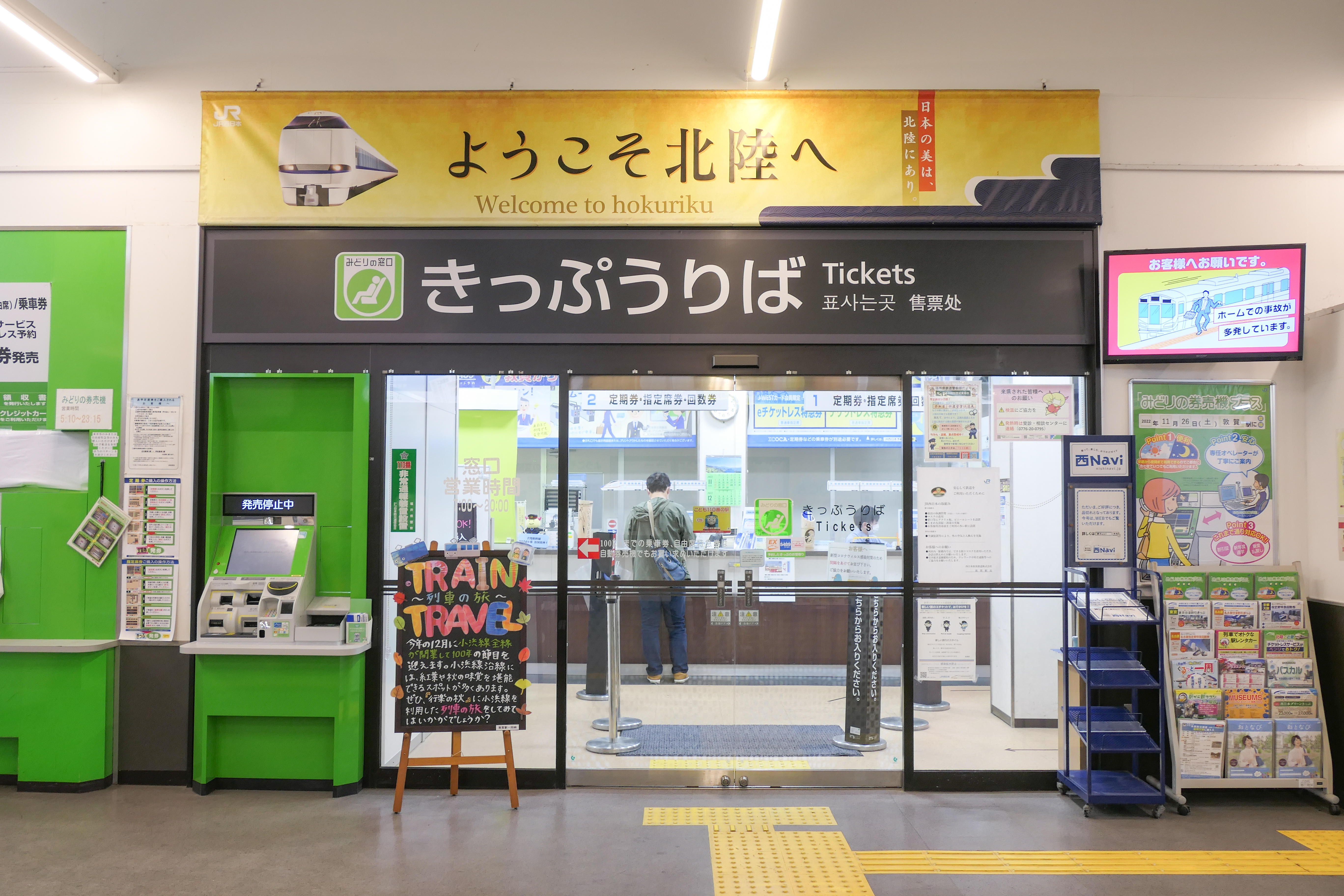
移転前のきっぷうりば（2022年11月）
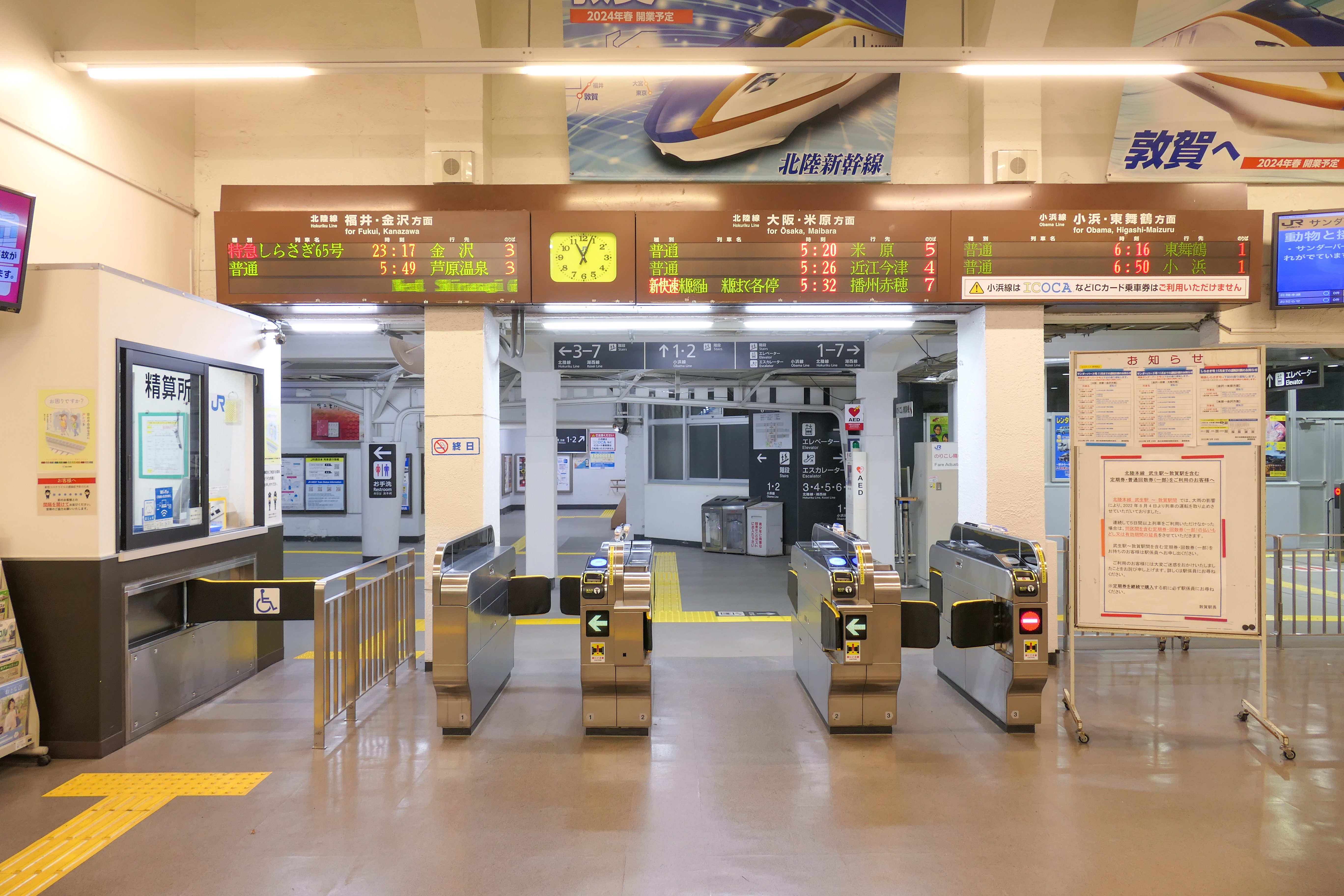
改札口（2022年11月）
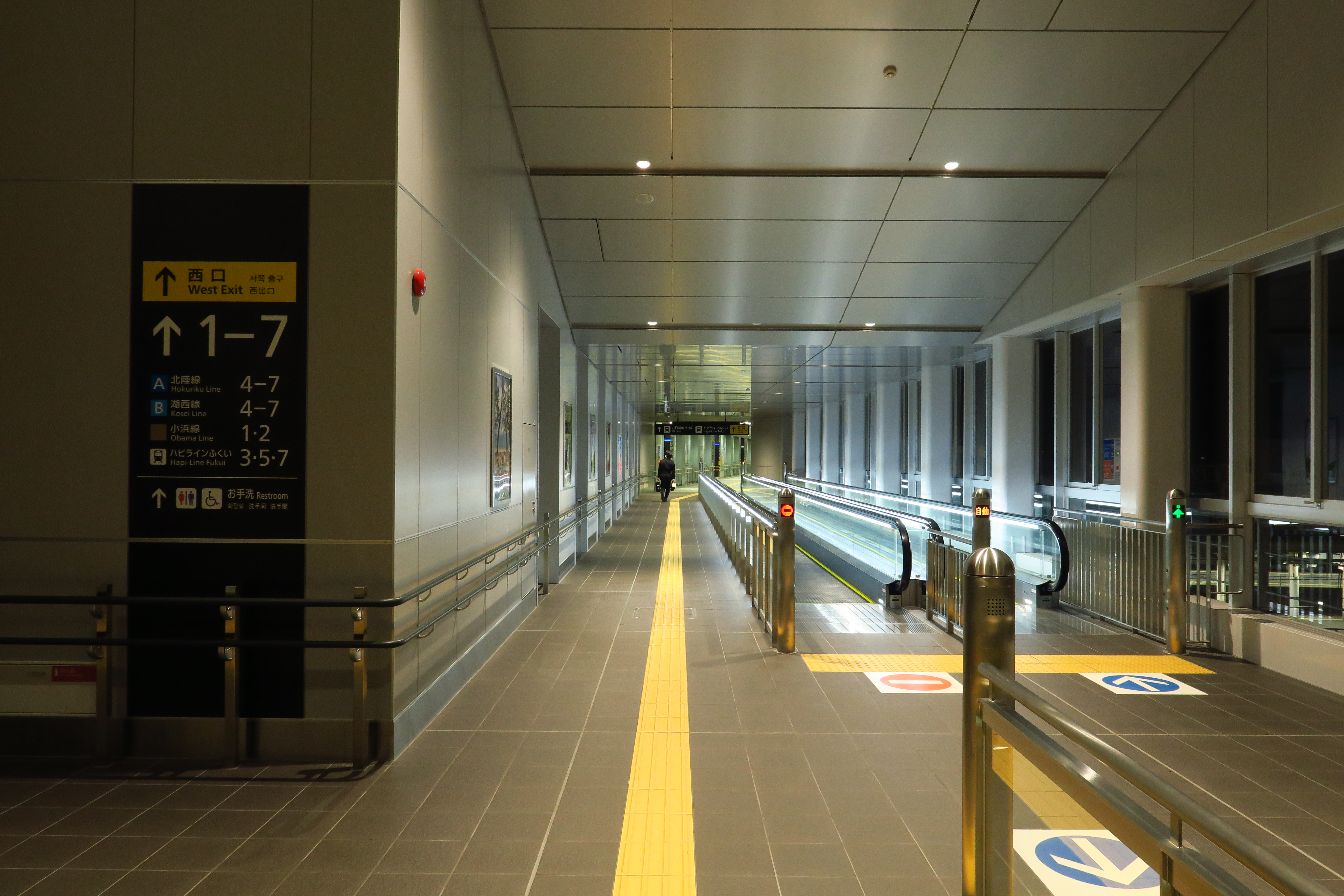
連絡跨線橋（2024年3月）
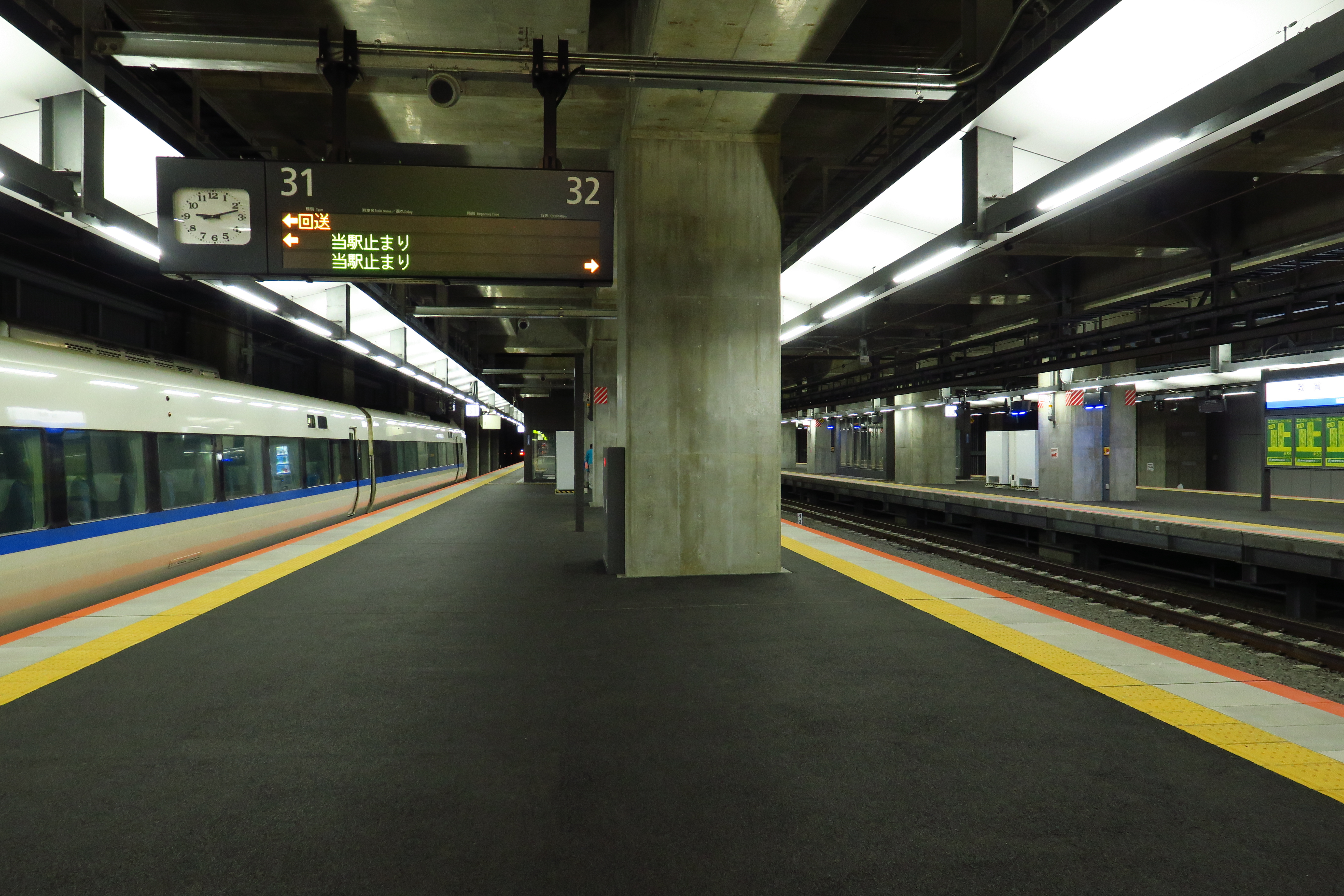
在来線特急専用ホーム（31・32番のりば）
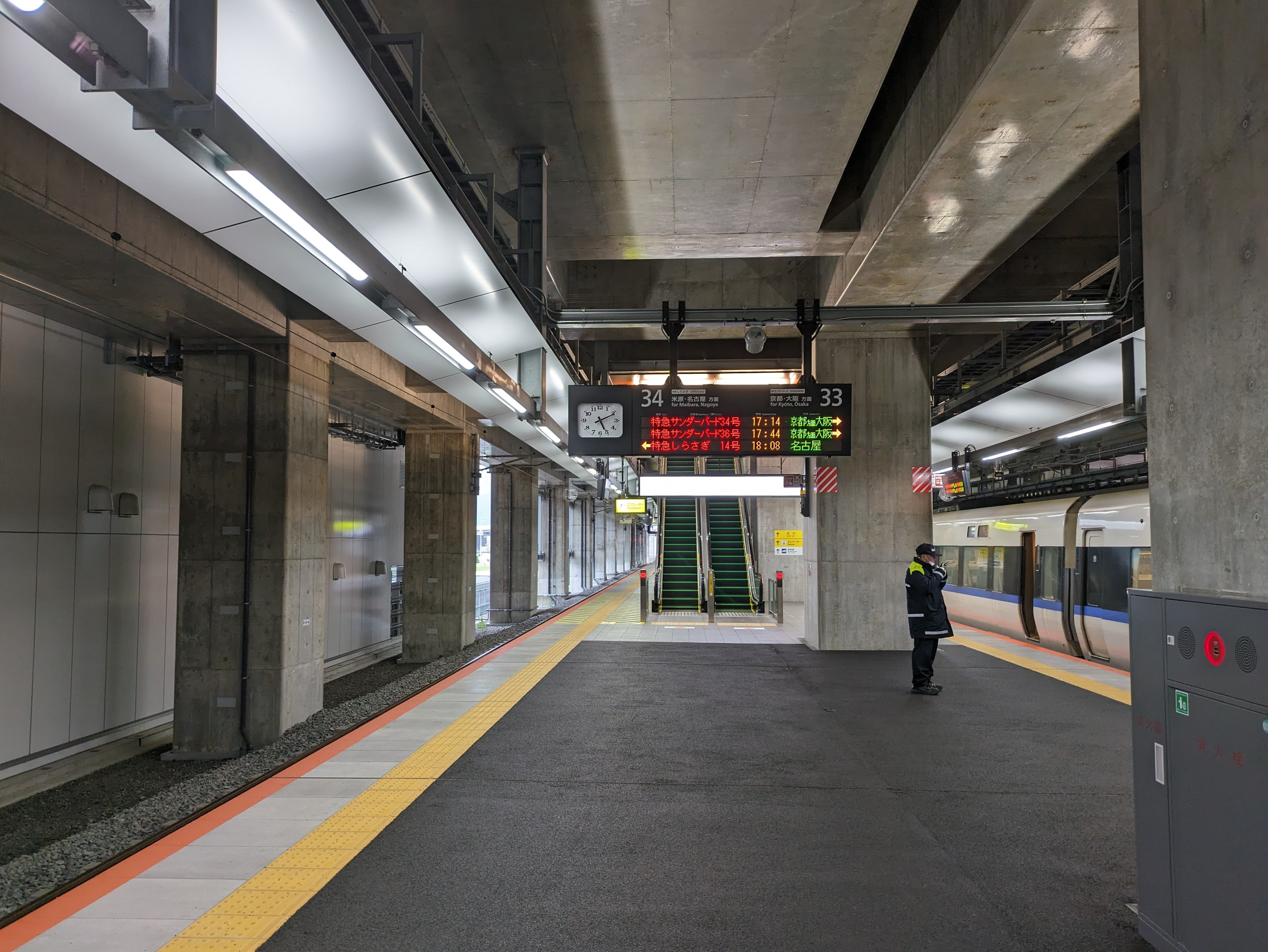
在来線特急専用ホーム（33・34番のりば、2024年5月）
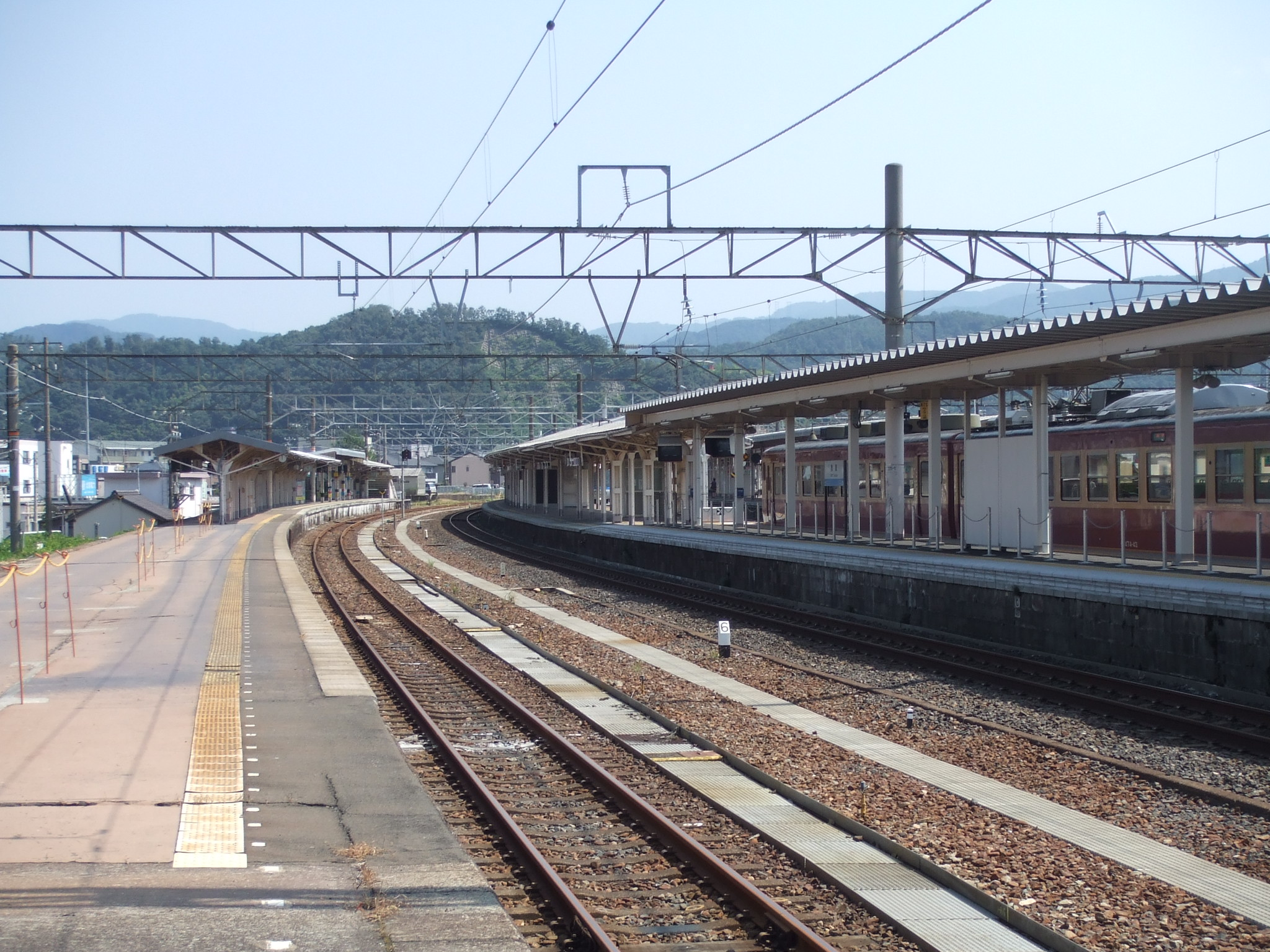
在来線ホーム（2006年8月、2番のりばから）
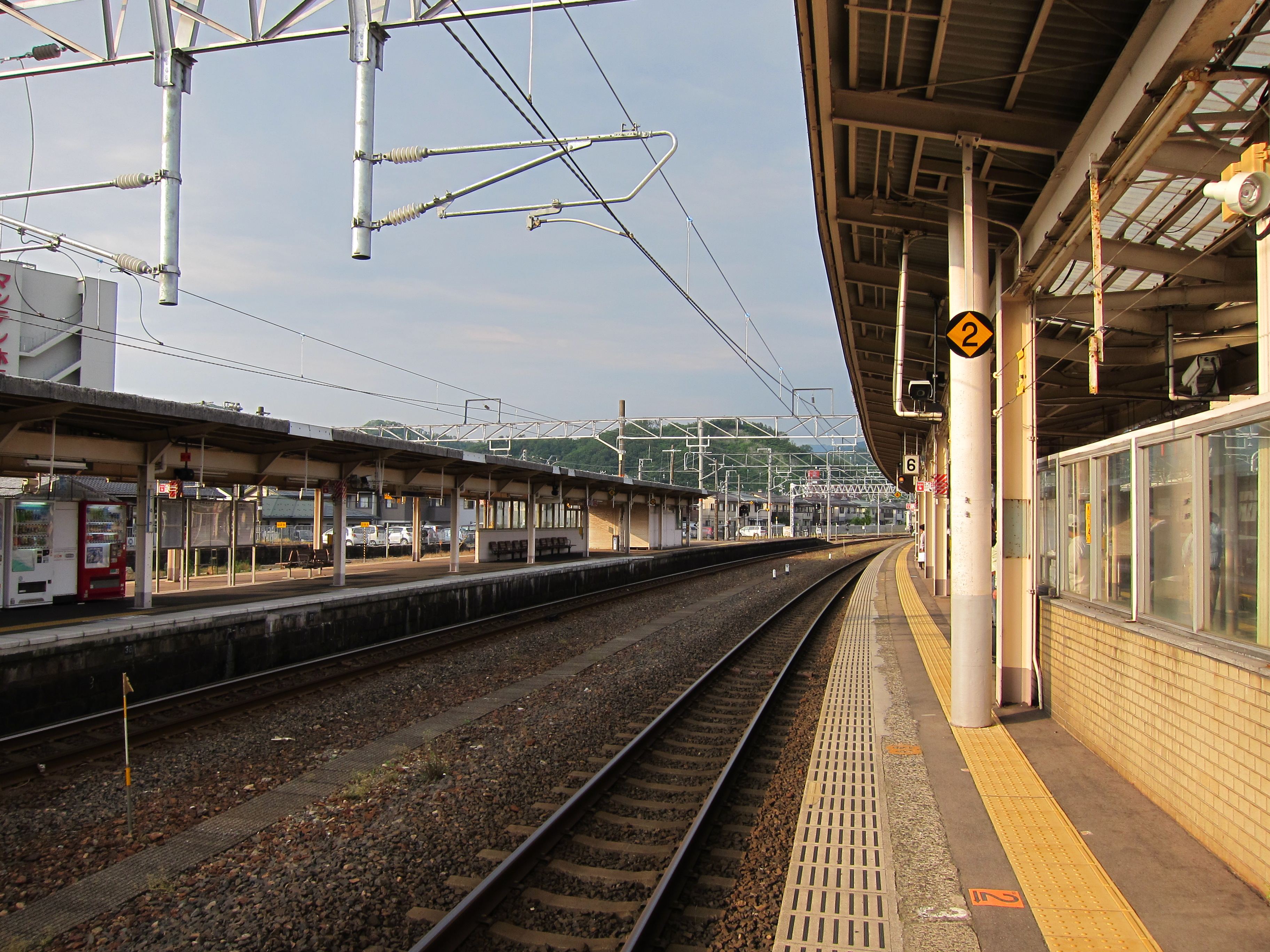
在来線ホーム（2012年6月、6番のりばから）
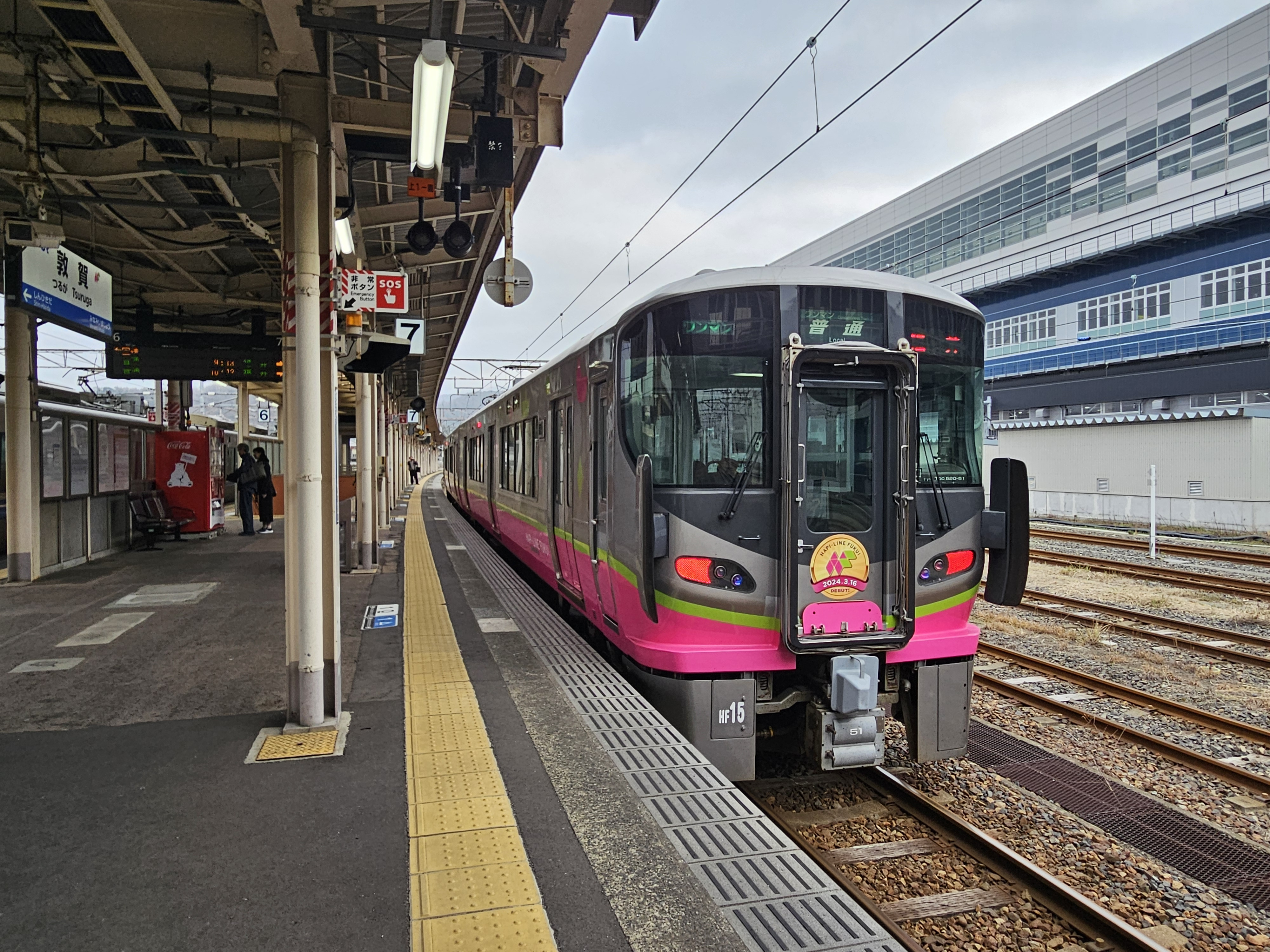
在来線ホーム（2024年3月、ハピラインふくい移管後、7番のりばから）

## オルパーク
まちなみ口（西口）駅舎の隣接地には、敦賀市が整備した交流施設「オルパーク」が所在する。
敦賀市が整備する形で2014年4月5日に開館した施設で、駅機能の一部を補完し、かつ公民館の機能を持たせた交流施設として整備され、敦賀市が所有し、敦賀駅交流施設管理運営共同企業体（エコシステム、南洋ビルサービスによる企業体）が指定管理者として運営管理を行っている。東京大学教授で建築家の千葉学が設計し、1909年頃に建設された2代目駅舎のシルエットを基に「『過去と未来』が交わる創造的な空間」を原案としてデザインされた。愛称は一般公募から選定により決定したもので、「オル」は「人が集まって居る（おる）」とヘブライ語で「絆」を表す「ol」を表しており、「市民と来訪者が絆を深め、賑わいを生み出す」という願いが込められている。
1階には待合室・観光案内所・売店（セブンイレブンハートイン）・土産物品店・飲食店・ATMコーナーが、2階には多目的室と休憩所が設置されている。
バリアフリー対策としてエレベーター1基が設けられているほか、1階には多機能トイレ、2階には授乳室が設置されている。
2017年に第58回BCS賞を、2022年に土木学会デザイン賞2022で奨励賞を受賞している。

## 貨物取扱
現在、JR貨物の駅としては車扱貨物の臨時取扱駅となっており、貨物列車の発着はない。貨物設備はなく、専用線も当駅には接続していない。以前の貨物駅跡地（敦賀港線方面約45,000 m2）は現在 ビジネスホテル、国広公園、国広町住宅地、大鉄工業（JR西日本の保線関連外注会社）などに姿を変えている。この区画の駅構内当時の地名は津内北国広であったが、区画整理の際に国広町という新町名が誕生している。
最後まで使用されていた専用線は、東洋紡へ続くものであった。この路線は、浮島町駅から当駅まで輸送されてきたエチレングリコールを輸送するために使用されていたが、1996年頃に廃止された。また、当駅東側にあるJX金属サーキュラーソリューションズ敦賀（当時は日鉱亜鉛敦賀製錬所）へ続く専用線もあり、黒部駅へ輸送する亜鉛焼鉱の搬出に使用されていたが、亜鉛製錬終了に伴い1995年（平成7年）10月頃に廃止された。
当駅から南に金沢総合車両所敦賀支所がある。車両基地である金沢総合車両所敦賀支所の隣接地には、JR貨物関西支社の乗務員基地である敦賀機関区が置かれている。これらは、国鉄分割民営化を前に1987年（昭和62年）3月1日付で敦賀機関区（前述）が分割されたもので、敦賀機関区は貨物関係の乗務員基地となり、車両検修部門および旅客関係の乗務員部門は敦賀運転所として分離され、後に福井地域鉄道部敦賀運転派出、敦賀地域鉄道部・敦賀運転センター車両管理室を経て、2021年（令和3年）4月以降は金沢総合車両所敦賀支所となった。

## 駅弁

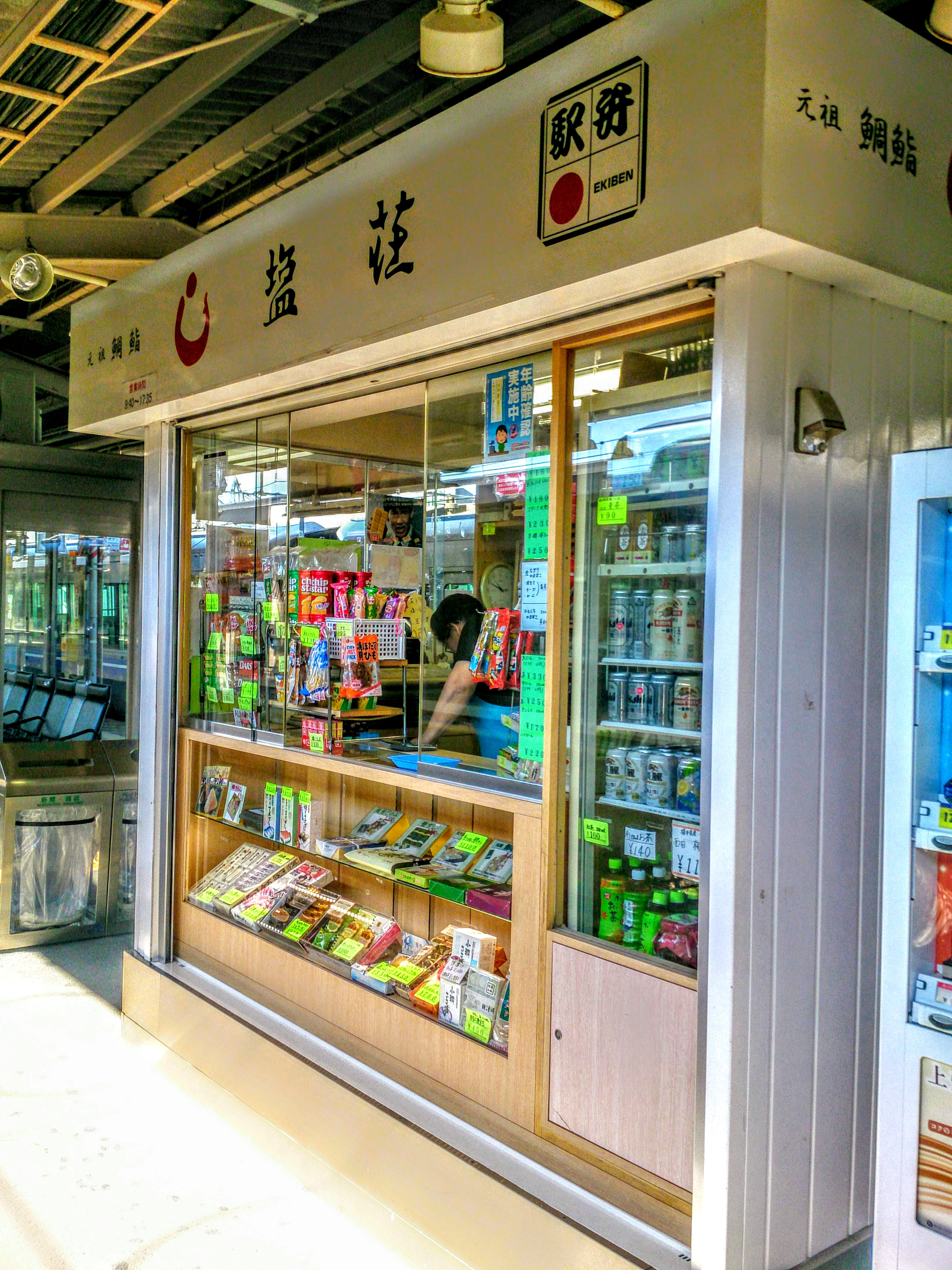
2019年5月までホーム上で営業していた塩荘の売店（2018年9月）

塩荘が製造・販売していたが、ホーム上での営業は2019年5月末をもって終了した。なお、駅に隣接する「オルパーク」にある売店では現在（2024年9月時点）も駅弁の販売を行っている。
主な駅弁は下記の通り。
- 荘兵衛さんの鯖街道 さばずし
- 敦賀 元祖鯖鮨 鯖の舞 12切れ
- つるが あなごずし 6カン
- 炙ります寿司と元祖鯖鮨
- 荘兵衛さんの焼きさばずし
- 復刻駅弁 元祖 鯖鮨
- 元祖鯖鮨
- 角鹿弁当
- 炙りサーモン煮詰めダレ 6切れ
- ちょいとおすし 炙りますと焼き鯖

## 利用状況
「福井県統計年鑑」によると、2022年度の1日平均乗車人員は2,799人であった。JR西日本の移動等円滑化取組報告書によれば、2023年度のJR西日本の1日当たりの利用者数は5,978人である。1953年（昭和28年）度以降の1日平均乗車人員は以下のとおりであるが、数値を確認することができない箇所（欠測データ）は「×」と表記する。なお、荷物の取扱量は省略する。
当駅は敦賀市の中心駅であり、ビジネス・観光を問わず、1日を通して多くの利用がある。当項では1日平均貨物取扱数も併せて解説する（同データは1999年度分まで）。

### 国鉄時代（1953年度 - 1986年度）
| 1日平均乗車人員推移 | 1日平均乗車人員推移 | 1日平均乗車人員推移 | 1日平均乗車人員推移 | 1日平均貨物取扱推移 | 1日平均貨物取扱推移 | 1日平均貨物取扱推移 | 出典        |
| 年度                | 定期外              | 定期                | 合計                | 到着トン            | 発送トン            | 合計トン            | 出典        |
| ------------------- | ------------------- | ------------------- | ------------------- | ------------------- | ------------------- | ------------------- | ----------- |
| 1953年（昭和28年）  | （区分なし）        | （区分なし）        | 2,977               | 643                 | 297                 | 940                 | [ 統計 3 ]  |
| 1954年（昭和29年）  | （区分なし）        | （区分なし）        | 1,590               | 307                 | 148                 | 455                 | [ 統計 4 ]  |
| 1955年（昭和30年）  | （区分なし）        | （区分なし）        | 3,041               | 593                 | 271                 | 864                 | [ 統計 5 ]  |
| 1956年（昭和31年）  | （区分なし）        | （区分なし）        | 3,174               | 368                 | 1,619               | 1,987               | [ 統計 6 ]  |
| 1957年（昭和32年）  | （区分なし）        | （区分なし）        | 3,302               | 777                 | 366                 | 1,143               | [ 統計 7 ]  |
| 1958年（昭和33年）  | （区分なし）        | （区分なし）        | 3,339               | 557                 | 312                 | 869                 | [ 統計 8 ]  |
| 1959年（昭和34年）  | （区分なし）        | （区分なし）        | 3,409               | 726                 | 383                 | 1,109               | [ 統計 9 ]  |
| 1960年（昭和35年）  | （区分なし）        | （区分なし）        | 3,614               | 913                 | 467                 | 1,380               | [ 統計 10 ] |
| 1961年（昭和36年）  | （区分なし）        | （区分なし）        | 3,663               | 849                 | 627                 | 1,476               | [ 統計 11 ] |
| 1962年（昭和37年）  | （区分なし）        | （区分なし）        | 3,893               | 587                 | 1,950               | 2,537               | [ 統計 12 ] |
| 1963年（昭和38年）  | （区分なし）        | （区分なし）        | 4,285               | 676                 | 715                 | 1,391               | [ 統計 13 ] |
| 1964年（昭和39年）  | （区分なし）        | （区分なし）        | 4,414               | 669                 | 728                 | 1,397               | [ 統計 14 ] |
| 1965年（昭和40年）  | （区分なし）        | （区分なし）        | 4,434               | 708                 | 802                 | 1,510               | [ 統計 15 ] |
| 1966年（昭和41年）  | （区分なし）        | （区分なし）        | 4,713               | 754                 | 984                 | 1,738               | [ 統計 16 ] |
| 1967年（昭和42年）  | 1,997               | 2,734               | 4,731               | 613                 | 823                 | 1,436               | [ 統計 17 ] |
| 1968年（昭和43年）  | 2,098               | 2,550               | 4,648               | 531                 | 831                 | 1,362               | [ 統計 18 ] |
| 1969年（昭和44年）  | 2,155               | 2,189               | 4,344               | 565                 | ×                   | 565                 | [ 統計 19 ] |
| 1970年（昭和45年）  | 2,324               | 2,039               | 4,363               | 517                 | 797                 | 1,314               | [ 統計 20 ] |
| 1971年（昭和46年）  | 2,457               | 1,986               | 4,443               | 422                 | 990                 | 1,412               | [ 統計 21 ] |
| 1972年（昭和47年）  | 2,647               | 2,009               | 4,656               | 380                 | 1,112               | 1,492               | [ 統計 22 ] |
| 1973年（昭和48年）  | 2,920               | 1,486               | 4,906               | 375                 | 1,068               | 1,443               | [ 統計 23 ] |
| 1974年（昭和49年）  | 3,141               | 2,071               | 5,212               | 312                 | 988                 | 1,380               | [ 統計 24 ] |
| 1975年（昭和50年）  | 3,355               | 1,836               | 5,241               | 262                 | 720                 | 982                 | [ 統計 25 ] |
| 1976年（昭和51年）  | 3,150               | 1,888               | 5,038               | 266                 | 857                 | 1,123               | [ 統計 26 ] |
| 1977年（昭和52年）  | 2,884               | 1,791               | 4,675               | 254                 | 887                 | 1,141               | [ 統計 27 ] |
| 1978年（昭和53年）  | 2,558               | 1,729               | 4,287               | 235                 | 863                 | 1,098               | [ 統計 28 ] |
| 1979年（昭和54年）  | 2,473               | 1,631               | 4,104               | 225                 | 776                 | 1,001               | [ 統計 29 ] |
| 1980年（昭和55年）  | 2,291               | 1,534               | 3,825               | 229                 | 689                 | 918                 | [ 統計 30 ] |
| 1981年（昭和56年）  | 2,296               | 1,445               | 3,741               | 226                 | 694                 | 920                 | [ 統計 31 ] |
| 1982年（昭和57年）  | 2,239               | 1,375               | 3,614               | 191                 | 612                 | 803                 | [ 統計 32 ] |
| 1983年（昭和58年）  | 2,306               | 1,312               | 3,618               | 84                  | 747                 | 831                 | [ 統計 33 ] |
| 1984年（昭和59年）  | 2,325               | 1,359               | 3,684               | 177                 | 731                 | 908                 | [ 統計 34 ] |
| 1985年（昭和60年）  | 2,286               | 1,429               | 3,715               | 195                 | 710                 | 905                 | [ 統計 35 ] |
| 1986年（昭和61年）  | 2,221               | 1,351               | 3,572               | 196                 | 748                 | 944                 | [ 統計 36 ] |

### 国鉄分割民営化後（1987年度 - 1999年度）
| 1日平均乗車人員推移 | 1日平均乗車人員推移 | 1日平均乗車人員推移 | 1日平均乗車人員推移 | 1日平均貨物取扱推移 | 1日平均貨物取扱推移 | 1日平均貨物取扱推移 | 出典        |
| 年度                | 定期外              | 定期                | 合計                | 到着トン            | 発送トン            | 合計トン            | 出典        |
| ------------------- | ------------------- | ------------------- | ------------------- | ------------------- | ------------------- | ------------------- | ----------- |
| 1987年（昭和62年）  | 2,188               | 1,430               | 3,618               | 156                 | 758                 | 914                 | [ 統計 37 ] |
| 1988年（昭和63年）  | 2,289               | 1,374               | 3,663               | 103                 | 457                 | 560                 | [ 統計 38 ] |
| 1989年（平成元年）  | 2,259               | 1,335               | 3,594               | 100                 | 458                 | 558                 | [ 統計 39 ] |
| 1990年（平成02年）  | 2,481               | 1,277               | 3,758               | 94.9                | 521.6               | 616.5               | [ 統計 40 ] |
| 1991年（平成03年）  | 2,270               | 1,278               | 3,558               | 98                  | 576                 | 674                 | [ 統計 41 ] |
| 1992年（平成04年）  | 2,107               | 1,312               | 3,419               | 99                  | 576                 | 675                 | [ 統計 42 ] |
| 1993年（平成05年）  | 2,034               | 1,314               | 3,348               | 99.5                | 551.7               | 651.2               | [ 統計 43 ] |
| 1994年（平成06年）  | 2,007               | 1,340               | 3,347               | 91.5                | 333.5               | 425                 | [ 統計 44 ] |
| 1995年（平成07年）  | 2,023               | 1,302               | 3,325               | 87                  | 85                  | 172                 | [ 統計 45 ] |
| 1996年（平成08年）  | 1,942               | 1,273               | 3,215               | 60.8                | 7.6                 | 68.4                | [ 統計 46 ] |
| 1997年（平成09年）  | 1,872               | 1,206               | 3,078               | ×                   | ×                   | ×                   | [ 統計 47 ] |
| 1998年（平成10年）  | 1,846               | 1,172               | 3,018               | ×                   | ×                   | ×                   | [ 統計 48 ] |
| 1999年（平成11年）  | 1,845               | 1,150               | 2,995               | 153                 | 135                 | 288                 | [ 統計 49 ] |

### 貨物取扱廃止後（2000年度 - 2023年度）
| 1日平均乗車人員推移 | 1日平均乗車人員推移 | 1日平均乗車人員推移 | 1日平均乗車人員推移 | 1日平均乗車人員推移 |
| 年度                | 定期外              | 定期                | 合計                | 出典                |
| ------------------- | ------------------- | ------------------- | ------------------- | ------------------- |
| 2000年（平成12年）  | 1,751               | 1,177               | 2,928               | [ 統計 50 ]         |
| 2001年（平成13年）  | 1,706               | 1,133               | 2,839               | [ 統計 51 ]         |
| 2002年（平成14年）  | 1,658               | 1,119               | 2,777               | [ 統計 52 ]         |
| 2003年（平成15年）  | 1,618               | 1,151               | 2,769               | [ 注釈 10 ]         |
| 2004年（平成16年）  | 1,596               | 1,196               | 2,772               | [ 注釈 10 ]         |
| 2005年（平成17年）  | 1,604               | 1,180               | 2,784               | [ 注釈 10 ]         |
| 2006年（平成18年）  | 1,790               | 1,233               | 3,023               | [ 注釈 10 ]         |
| 2007年（平成19年）  | 1,792               | 1,220               | 3,012               | [ 注釈 10 ]         |
| 2008年（平成20年）  | 1,890               | 1,257               | 3,147               | [ 注釈 10 ]         |
| 2009年（平成21年）  | 2,090               | 1,236               | 3,326               | [ 注釈 10 ]         |
| 2010年（平成22年）  | 2,614               | 1,259               | 3,873               | [ 注釈 10 ]         |
| 2011年（平成23年）  | 2,651               | 1,234               | 3,885               | [ 注釈 10 ]         |
| 2012年（平成24年）  | 2,275               | 1,213               | 3,488               | [ 注釈 10 ]         |
| 2013年（平成25年）  | 2,113               | 1,273               | 3,386               | [ 注釈 10 ]         |
| 2014年（平成26年）  | 2,108               | 1,257               | 3,365               | [ 注釈 10 ]         |
| 2015年（平成27年）  | 2,267               | 1,335               | 3,602               | [ 統計 53 ]         |
| 2016年（平成28年）  | 2,235               | 1,376               | 3,610               | [ 統計 54 ]         |
| 2017年（平成29年）  | 2,259               | 1,380               | 3,589               | [ 統計 55 ]         |
| 2018年（平成30年）  | 2,037               | 1,335               | 3,412               | [ 統計 56 ]         |
| 2019年（令和元年）  | 2,025               | 1,348               | 3,374               | [ 注釈 11 ]         |
| 2020年（令和02年）  | 892                 | 1,133               | 2,025               | [ 注釈 11 ]         |
| 2021年（令和03年）  | 1,122               | 1,189               | 2,311               | [ 注釈 11 ]         |
| 2022年（令和04年）  | 1,537               | 1,262               | 2,799               | [ 注釈 11 ]         |
| 2023年（令和05年）  |                     |                     |                     | [ 注釈 11 ]         |

### 北陸新幹線敦賀延伸後（2024年度以降）
| 1日平均乗車人員推移（※北陸新幹線・北陸本線〈米原 - 敦賀〉・小浜線） | 1日平均乗車人員推移（※北陸新幹線・北陸本線〈米原 - 敦賀〉・小浜線） | 1日平均乗車人員推移（※北陸新幹線・北陸本線〈米原 - 敦賀〉・小浜線） | 1日平均乗車人員推移（※北陸新幹線・北陸本線〈米原 - 敦賀〉・小浜線） | 1日平均乗車人員推移（※北陸新幹線・北陸本線〈米原 - 敦賀〉・小浜線） | 1日平均乗車人員推移（※北陸新幹線・北陸本線〈米原 - 敦賀〉・小浜線） | 1日平均乗車人員推移（※北陸新幹線・北陸本線〈米原 - 敦賀〉・小浜線） | 1日平均乗車人員推移（※北陸新幹線・北陸本線〈米原 - 敦賀〉・小浜線） |
| 年度                                                                | JR西日本                                                            | JR西日本                                                            | JR西日本                                                            | ハピラインふくい                                                    | ハピラインふくい                                                    | ハピラインふくい                                                    | 出典                                                                |
| 年度                                                                | 定期外                                                              | 定期                                                                | 合計                                                                | 定期外                                                              | 定期                                                                | 合計                                                                | 出典                                                                |
| ------------------------------------------------------------------- | ------------------------------------------------------------------- | ------------------------------------------------------------------- | ------------------------------------------------------------------- | ------------------------------------------------------------------- | ------------------------------------------------------------------- | ------------------------------------------------------------------- | ------------------------------------------------------------------- |
| 2024年（令和06年）                                                  |                                                                     |                                                                     |                                                                     |                                                                     |                                                                     |                                                                     |                                                                     |

## 駅周辺
駅舎は長らく西口となるまちなみ口にのみ設けられていたことから、まちなみ口にはロータリーが整備され、併せてバスターミナルが設置されている。これに隣接して市営駐車場と駐輪場がある。ロータリーからは片側2車線の道路があり、歩道はアーケード付き商店街（敦賀駅前商店街）となっている。各種公共機関や公共施設、教育機関や商業施設のほか、宿泊施設などが多く所在する。なお、気比神宮・敦賀港・金崎宮は駅から北へやや離れた所にある。観光案内所は先述の駅交流施設オルパーク内の「敦賀観光案内所」（港都つるが観光協会運営）と、まちなみ口ロータリー内北側の駅前交番に隣接して「敦賀商工会議所サービスステーション」（同商議所運営）の2施設が開設されている。
駅の東側はかつては旧機関区などが広大に広がっていたため駅舎は設けられておらず、また現在でも木ノ芽川を挟んでいくつかの工場が立地しているため、駅の西側との間には線路を跨ぐ道路や跨線橋が設けられおらず、互いの移動には駅の南北に大きく迂回する必要があった。のち、北陸新幹線駅舎の新設工事と併せて駅の東側にもやまなみ口を新設したことにより、利便性は向上したが、駅構内には東西を行き来する自由通路が無いため通行する場合は入場券が必要となる。
東口（やまなみ口）の供用に合わせて、同広場より国道8号バイパス（敦賀バイパス）に直結する都市計画道路（福井県道271号敦賀駅東線）が整備されたが、2024年9月時点では路線バス・コミュニティバスはすべて西口（まちなみ口）を発着する（詳細は後述）。観光バス等・普通車乗降場、駐車場、駐輪場、タクシー乗降場は敦賀市が東西両口ともに設置しており（うち西口駐車場はタイムズ24か受託管理）、駐車場は双方とも1時間まで無料。レンタカー・カーシェアリング、レンタサイクルは西口周辺でのみ営業、宿泊施設も駅直近では西口側に限られている。なお、東西自由通路の整備問題に関する解説は後述とする。

### 西口（まちなみ口）
- TSURUGA POLT SQUARE「otta（オッタ）」 - 敦賀市が旧市営駐車場敷地に新設の敦賀駅西広場公園とともに整備した商業施設。
  - TSURUGA BOOKS & COMMONS「ちえなみき」 - 敦賀市の公設民営書店。指定管理者は丸善雄松堂。
- 敦賀駅前合同庁舎
  - 敦賀税務署
  - 敦賀労働基準監督署
  - ハローワーク敦賀（敦賀公共職業安定所）
  - 自衛隊福井地方協力本部敦賀地域事務所
- アル・プラザ敦賀
  - 敦賀アレックスシネマ
- プラザ萬象
  - 嶺南広域行政組合
  - 敦賀市生涯学習センター
  - 公益社団法人敦賀青年会議所
  - 敦賀市立図書館
- 敦賀市福祉総合センター あいあいプラザ
  - 敦賀市社会福祉協議会
- 敦賀年金事務所
- 福井県嶺南振興局二州健康福祉センター（保健所・福祉事務所）
  - 福井県動物愛護センター嶺南支所
- 東洋紡敦賀事業所
- 念法眞教敦賀念法寺
- 福井大学敦賀キャンパス（附属国際原子力工学研究所）
- 敦賀市立気比中学校
- 敦賀市立敦賀南小学校
- 東横イン敦賀駅前
- ホテルルートイン敦賀駅前
- 敦賀マンテンホテル駅前
- 福井県道13号敦賀停車場線
- 国道8号（敦賀街道） - 現道
- 福井県道33号佐田竹波敦賀線
- 福井県道225号敦賀美浜線

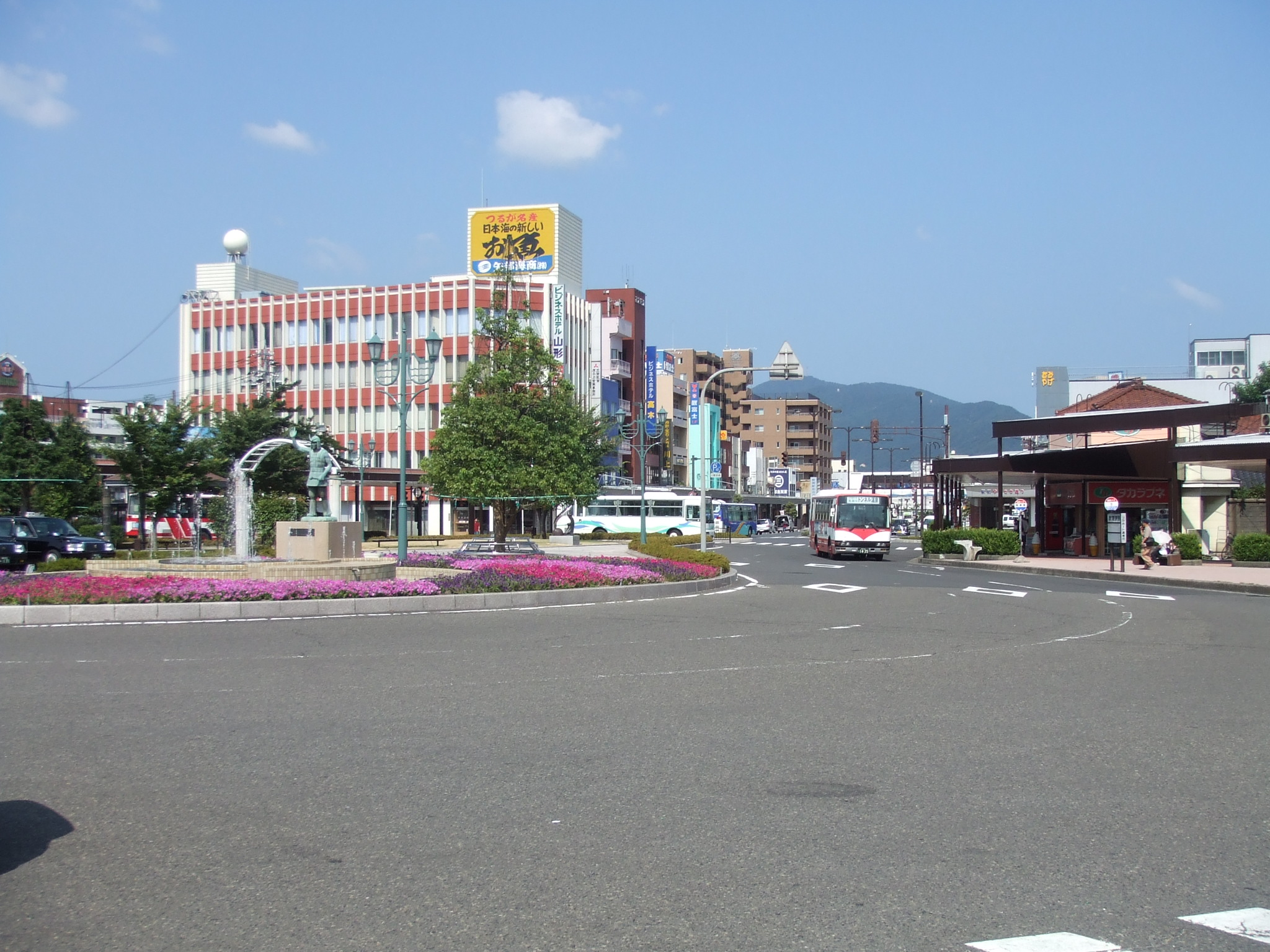
リニューアル前のまちなみ口の駅前ロータリー（2006年8月）
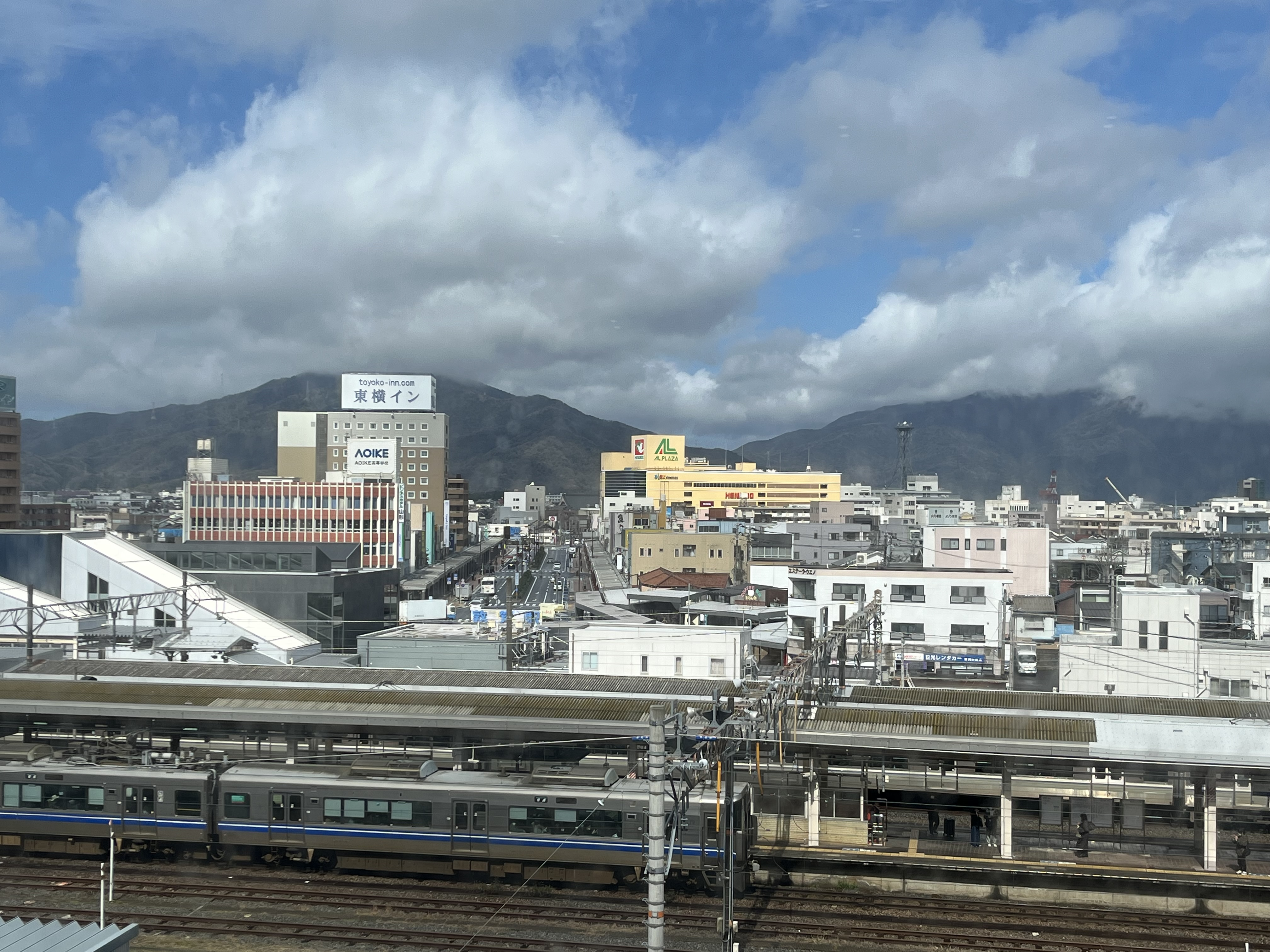
北陸新幹線コンコースから望む敦賀市内（まちなみ口方面）
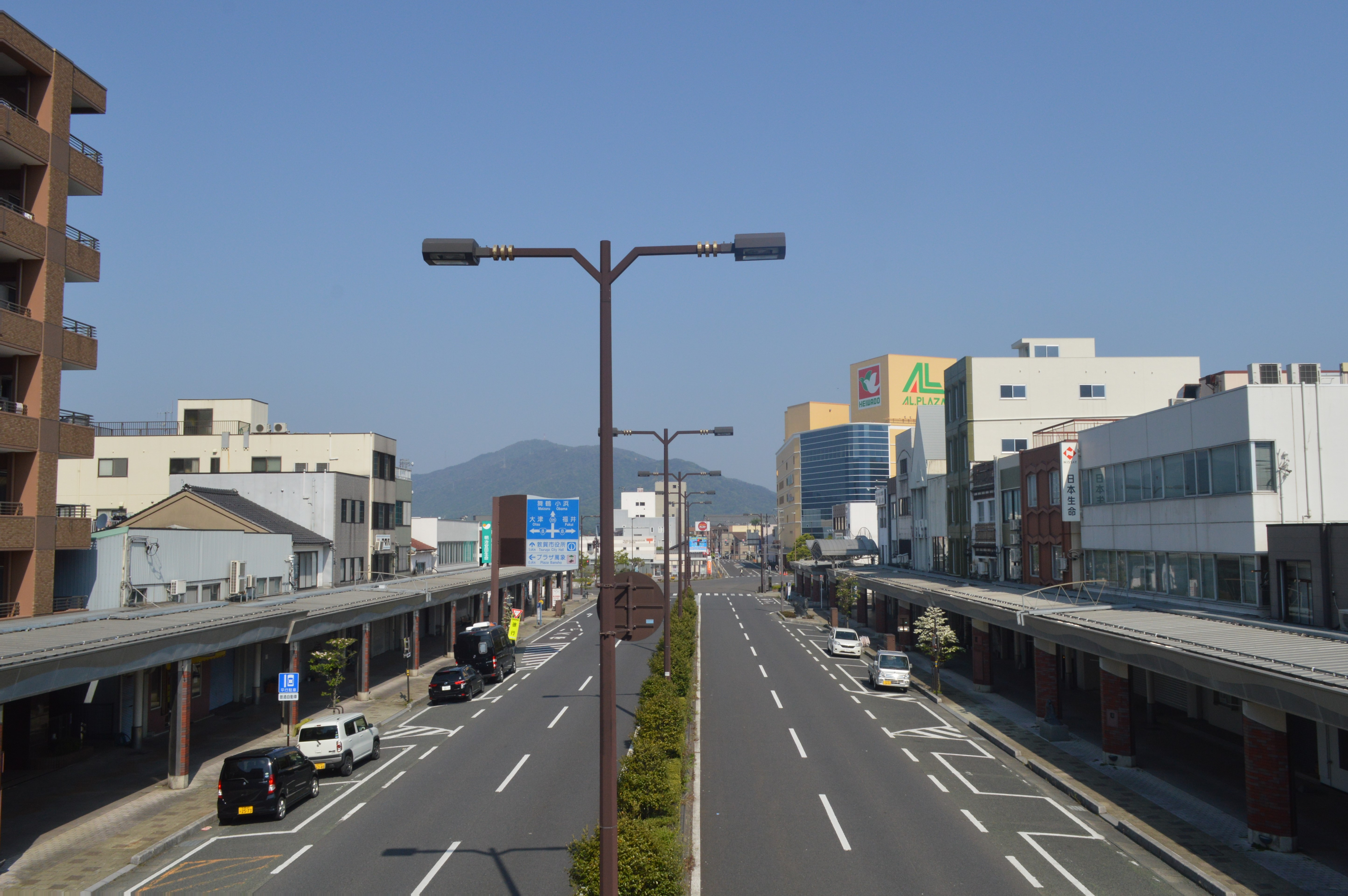
敦賀駅前商店街（2020年5月）
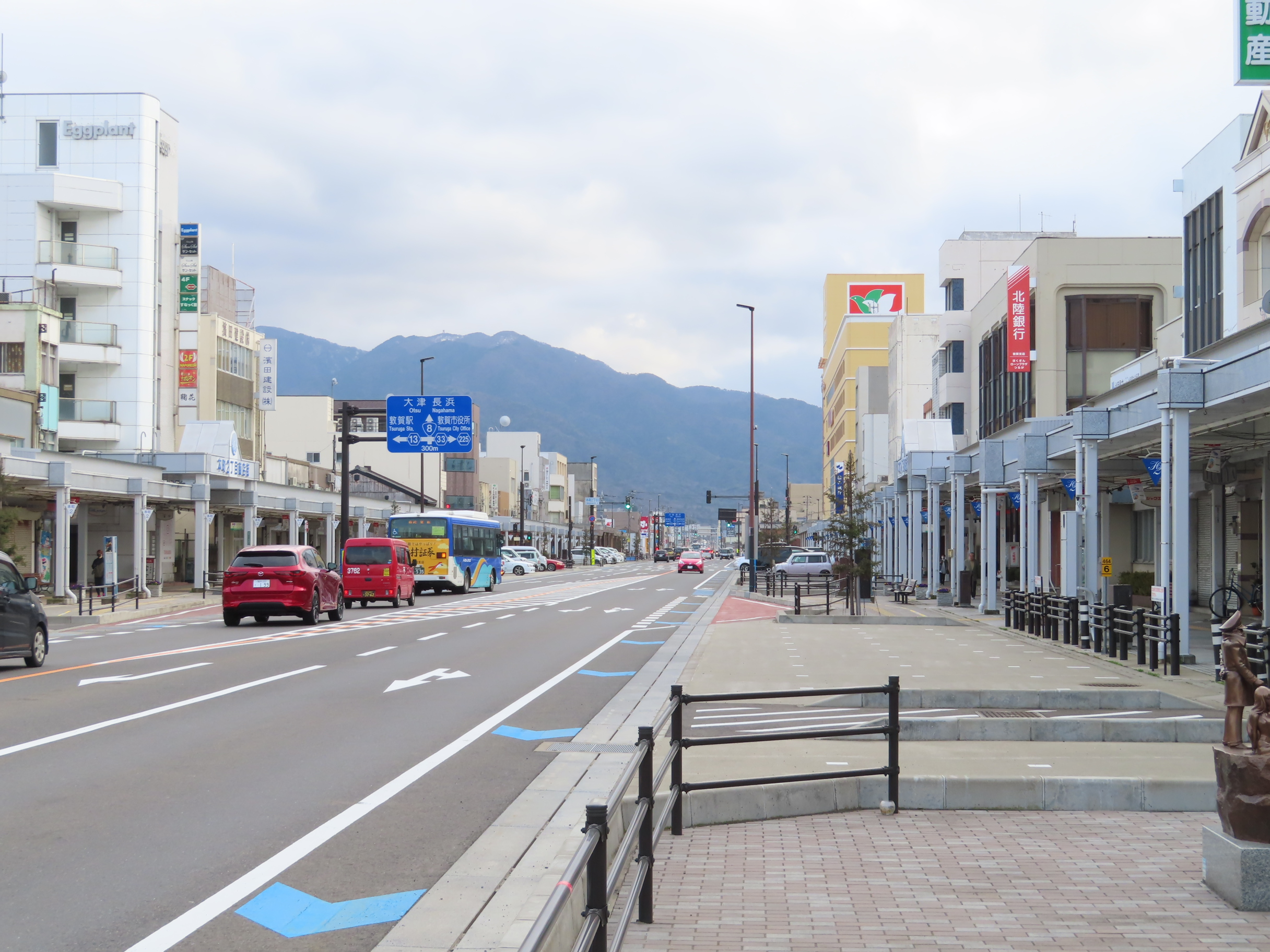
本町二丁目商店街（2023年3月、歩道拡幅事業後）
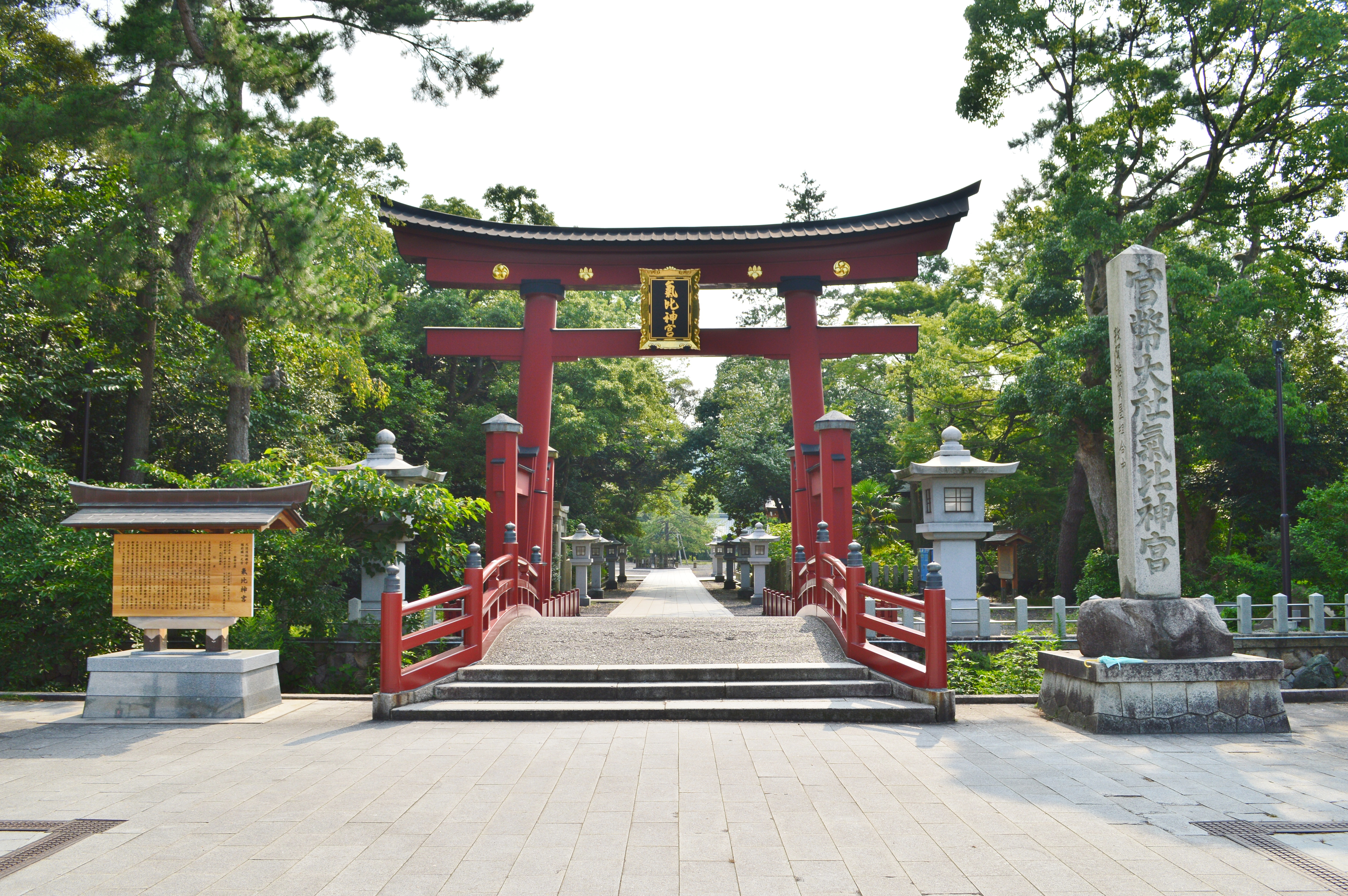
氣比神宮 大鳥居（2019年8月）

### 東口（やまなみ口、新幹線側）
- 日本ピーエス 本社
- きらめきスタジアム - 市営学童野球、ソフトボール場
- 福井県道271号敦賀駅東線
- 福井県道210号余座若葉線
- 国道8号（敦賀バイパス） - バイパス
- E8 北陸自動車道 敦賀インターチェンジ
  - 名古屋 - 福井線、福井 - 大阪線 敦賀バスストップ
- E27 舞鶴若狭自動車道 敦賀ジャンクション

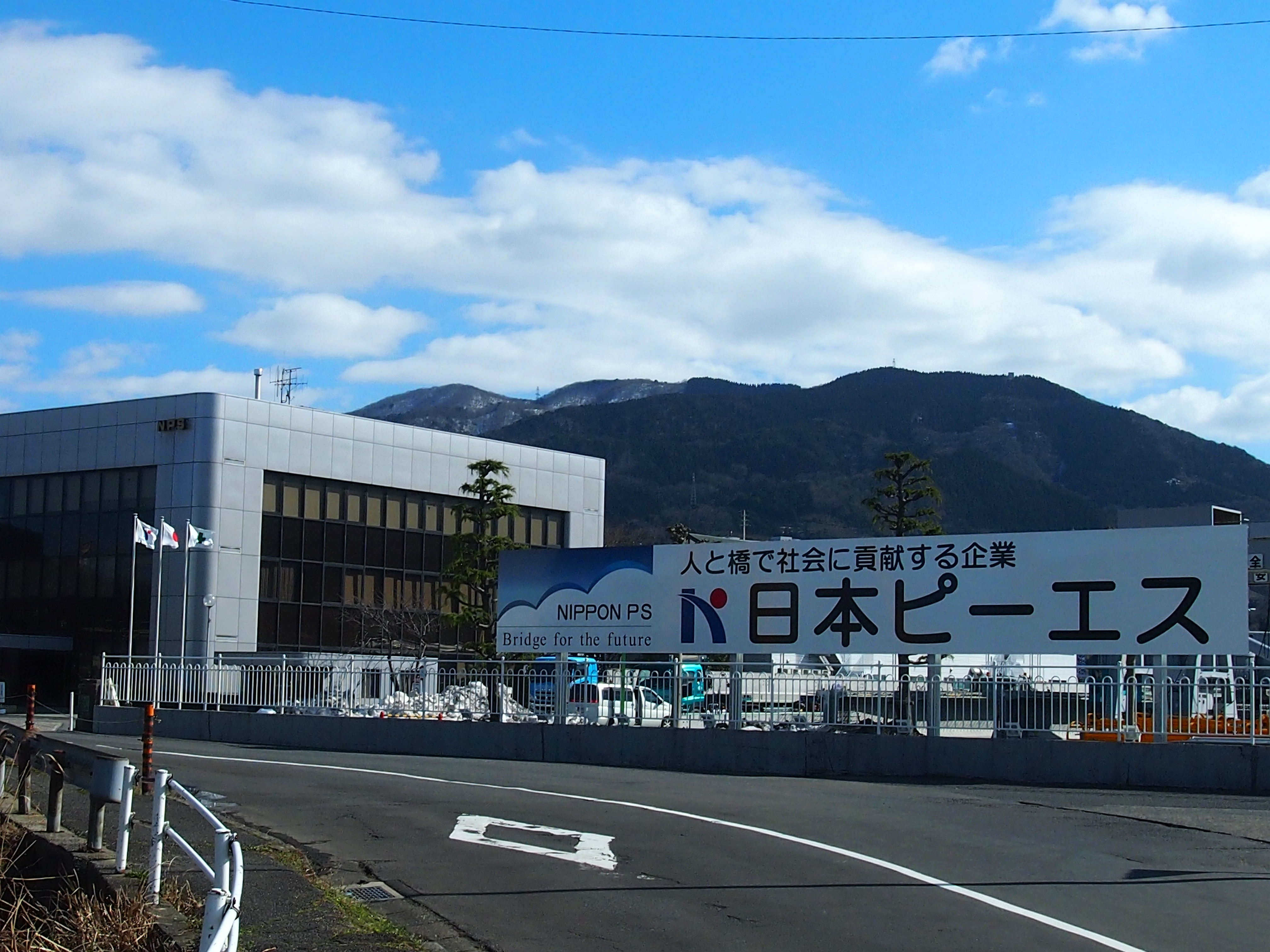
日本ピーエス 本社
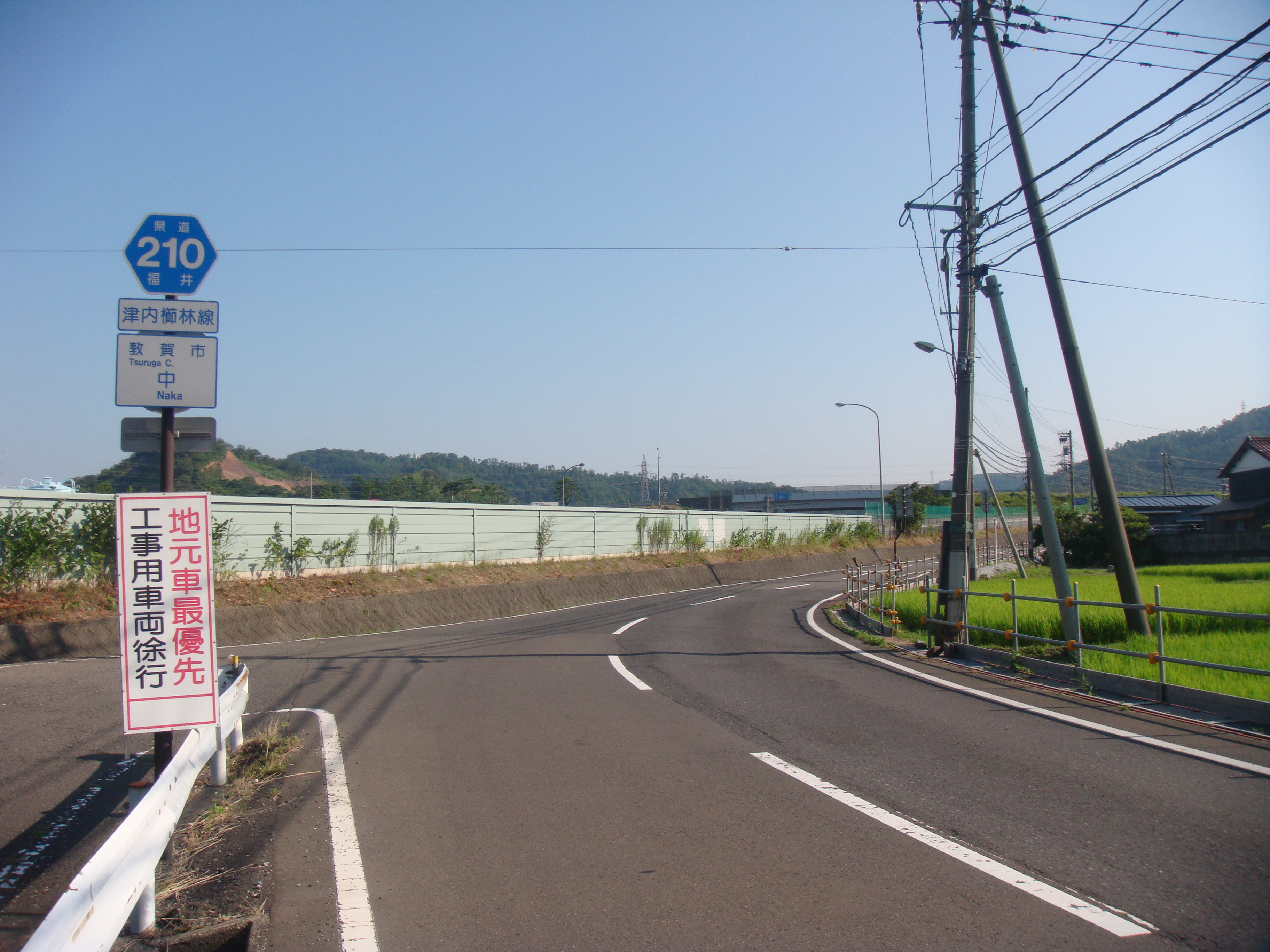
福井県道210号余座若葉線（2011年津内櫛林線当時、敦賀市中で撮影）
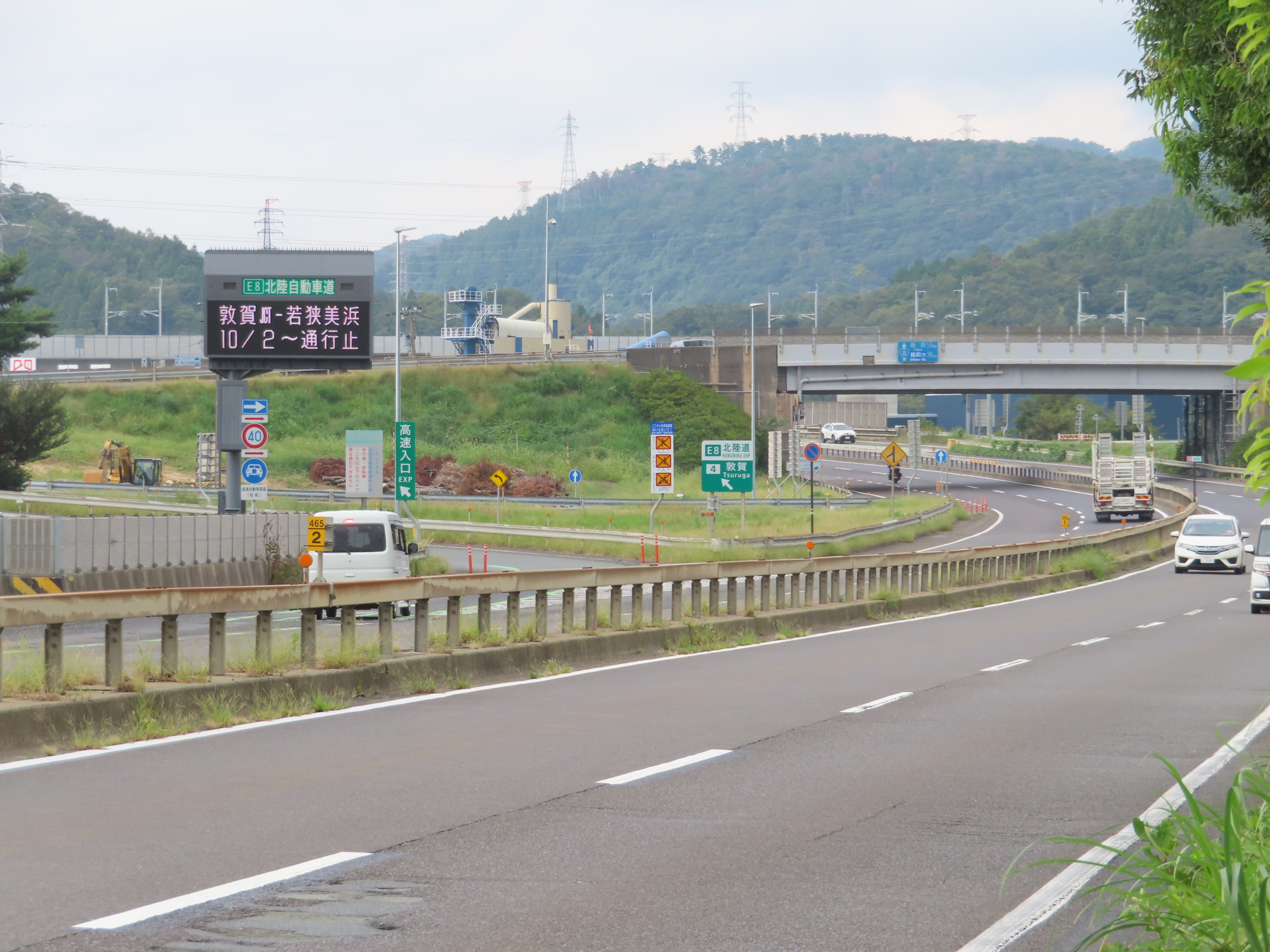
敦賀バイパス（北陸自動車道敦賀インターチェンジ付近）

## バス路線
まちなみ口（西口）のロータリー内に「敦賀駅」バス停留所があり、下記の路線バスおよびコミュニティバスと臨時バスが発着する。やまなみ口（東口）のロータリー内には、貸切バス（観光バス）乗降場がある。
- 1番のりば
  - 敦賀市コミュニティバス 愛発・東郷方面
    - 9 温泉線、10 東郷線、11 愛発線
- 2番のりば
  - 敦賀市コミュニティバス 中央・港・中郷方面
    - 3 中央線、6 中郷木崎線
- 3番のりば
  - ぐるっと敦賀周遊バス
    - 12 観光ルート、12 ショッピングルート
- 4番のりば
  - 敦賀市コミュニティバス 常宮・松原・東浦方面
    - 1 東浦線、2 常宮線、5 松原線
- 5番のりば
  - 敦賀市コミュニティバス 粟野方面
    - 4 金山線、7 粟野沓見線、8 山公文名線
- 6番のりば
  - 福井鉄道（福鉄バス）
    - 14 若狭線
    - 敦賀フェリー線      - 福鉄バスの経路は「福井鉄道 敦賀市発着」を参照。

    - ゴコイチバス（臨時バス）
- 貸切バス乗降場
  - 若狭メモリーライナー（臨時バス）
  - 今庄365スキー場（温泉）直行バス（臨時バス）

## 自由通路整備問題
敦賀駅は東口（愛称・やまなみ口）を2024年3月16日に開設したが、中日新聞（福井県発行分は日刊県民福井）は同年2月26日に自由通路がないことに関する検証記事を掲載した。なお、同記事では自由通路を整備した米原駅が「1993年に協議開始、2009年に供用開始。総事業費は約42億円、『米原市役所新庁舎が2021年に開庁し、自由通路のおかげで東西ににぎわいが生まれた』」と報じている。
同紙では敦賀市が整備を検討したことも併せて報じた。経緯は以下のとおり。
その後、北陸新幹線が2024年3月16日に開業し、並行在来線（旧北陸本線）は第三セクター鉄道のハピラインふくい（敦賀 - 大聖寺間）とIRいしかわ鉄道（大聖寺 - 金沢間）に移管され、同日から同年8月31日まで敦賀駅西口（まちなみ口） - 敦賀駅東口（やまなみ口）間で東西連絡バスの実証運行が行われ、約4,500人が利用した。しかし、利用客数は北陸新幹線の敦賀延伸開業をピークに減少の一途をたどった。なお、西口（まちなみ口）と東口（やまなみ口）の間は駅付近に東西を行き来する道路（歩道・自転車道を含む）が無いため徒歩で約20分を要する。駅構内には自由通路が整備されていないため、駅構内を経由して東西を行き来する場合は入場券を購入しなければならない。
（関連資料：『北陸新幹線が延伸した敦賀駅 乗換問題だけでなく「東西自由通路なし」も今後の課題』 - NEWSポストセブン）

## 登場する作品
- 映画『夜叉』（1985年8月31日公開。製作：グループ・エンカウンター、配給：東宝）  - ロケ地の1つとして当駅が登場する[作品 1][作品 2]。当作はヤクザから足を洗って漁師として生きる男を描いた作品であるが、漁師町の舞台は福井県三方郡美浜町日向であった[作品 1][作品 2]。メインロケ地に関する解説は夜叉 (映画)#撮影を参照。
- 『報道スペシャル列島全中継 国鉄最後の夜』（1987年3月31日 - 4月1日放送、TBS）  - 国鉄分割民営化に関する特別番組の1つであり、当番組ではリヨン駅（フランス・パリ）から衛星中継で出演した岸惠子が映画『約束』の舞台となった北陸本線（当駅以北の路線名は当時のもの）を訪ねる企画がVTRで放送され、当駅の2番のりばに到着したL特急雷鳥（新潟行き）が停車している時にホームを歩きながら映画を撮影した当時の思い出を語っている。

## その他

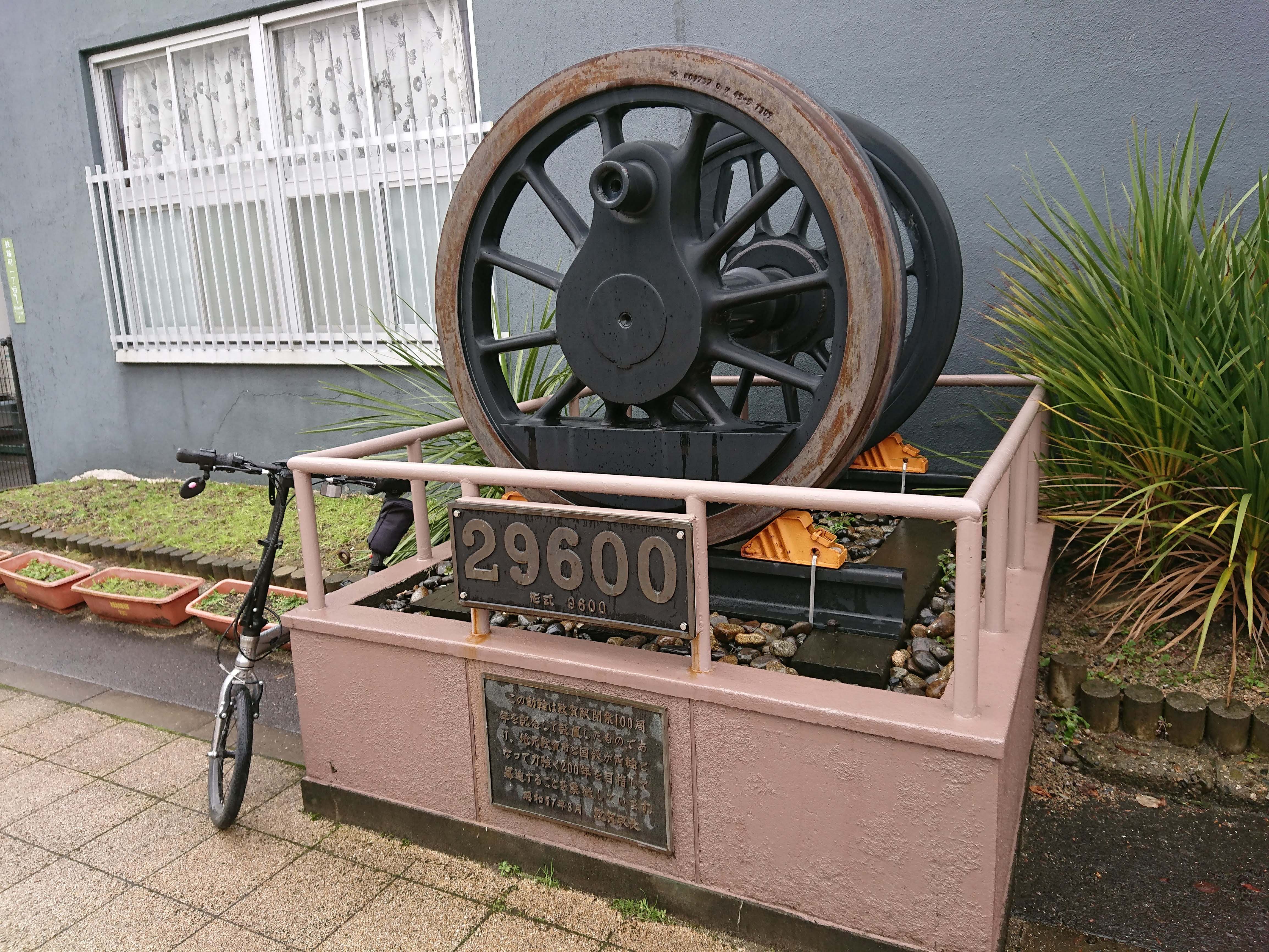
29600（国鉄9600形蒸気機関車）の動輪（2021年1月）

- 西駅舎所在地の「鉄輪町（かなわちょう）」は敦賀駅が立地していることにちなんで命名されたものである。
- まちなみ口には29600（国鉄9600形蒸気機関車）の動輪が保存されている。これは1982年（昭和57年）に敦賀駅が開業100周年となったことを記念して設置されたものである。
- 1999年（平成11年）に「つるが・きらめき・みなと博21」という地方博覧会を開催することを記念し、当時の駅前（現在のまちなみ口）に「きらめきビジョン」という大型ビジョンが設置された[注釈 13][62]。同年7月から運用を開始したが、設備の維持が困難となったため2006年（平成18年）2月末をもって運用を終了し、その後撤去された[62]。
- 北陸新幹線の駅建設（当駅を含む福井県内の各駅）に関する特集は福井テレビの報道番組、『タイムリーふくい』で2021年（令和3年）と2022年（令和4年）に放送され、同番組の公式YouTubeチャンネルでは建設当時の駅で撮影した動画を公開している[注釈 14]（敦賀駅の動画：[動画 1][動画 2][動画 3]）。

## 隣の駅
当駅始発・終着の特急「サンダーバード」・「しらさぎ」の隣の停車駅は各列車記事を参照のこと。
西日本旅客鉄道（JR西日本）
 北陸新幹線
越前たけふ駅 - 敦賀駅
 北陸本線
■臨時快速
敦賀駅 (JR-A01) - 米原駅 (JR-A12)
■新快速・■快速・■普通
敦賀駅 (JR-A01・JR-B08) - 新疋田駅 (JR-A02・JR-B09)
■小浜線
敦賀駅 - 西敦賀駅
ハピラインふくい
■ハピラインふくい線
■快速（1往復のみ）
敦賀駅 - 今庄駅
■快速（上記以外）
敦賀駅 - 南条駅
■普通
敦賀駅 - 南今庄駅

### かつて存在した路線
日本貨物鉄道（JR貨物）
北陸本線貨物支線（敦賀港線）
敦賀駅 - 敦賀港駅
日本国有鉄道
北陸本線（旧線）
敦賀駅 - （深山信号場） - 新保駅
柳ヶ瀬線
疋田駅 - （鳩原信号場） - 敦賀駅